# VVV-Venlo in het seizoen 2021/22
Dit artikel geeft een overzicht van VVV-Venlo in het seizoen 2021/2022.

## Selectie 2021 - 2022
| Nr.           | Naam                 | Nat.        | Geb. dat.  | Contract |
| Keepers       | Keepers              | Keepers     | Keepers    | Keepers  |
| ------------- | -------------------- | ----------- | ---------- | -------- |
| 1             | Lukáš Zima           | Tsjechië    | 09-01-1994 | 2023     |
| 16            | Delano van Crooij    | Nederland   | 05-06-1991 | 2022     |
| 22            | Bram Verbong         | Nederland   | 23-12-1999 | 2023     |
| 30            | Jens Craenmehr       | Nederland   | 30-04-2002 | 2023     |
| Verdedigers   |                      |             |            |          |
| 2             | Tobias Pachonik      | Duitsland   | 04-01-1995 | 2022     |
| 3             | Kristopher Da Graca  | Zweden      | 16-01-1998 | 2023     |
| 3             | Sem Dirks            | Nederland   | 14-03-2001 | gehuurd  |
| 4             | Tristan Dekker       | Nederland   | 27-03-1998 | 2023     |
| 5             | Brian Koglin         | Duitsland   | 07-01-1997 | 2023     |
| 12            | Stan van Dijck       | Nederland   | 07-10-2000 | 2022     |
| 15            | Simon Janssen        | Nederland   | 25-09-2000 | 2024     |
| 21            | Ian Hussein Ngobi    | Nederland   | 11-04-2002 | amateur  |
| 23            | Joël Roeffen         | Nederland   | 04-08-2001 | amateur  |
| 25            | Stan Henderikx       | Nederland   | 08-07-2003 | amateur  |
| 32            | Yannick Leliendal    | Nederland   | 23-04-2002 | 2023     |
| 34            | Jens Jacobs          | Nederland   | 19-11-2003 | amateur  |
| Middenvelders |                      |             |            |          |
| 6             | Danny Post           | Nederland   | 07-04-1989 | 2022     |
| 8             | Kees de Boer         | Nederland   | 13-05-2000 | 2023     |
| 10            | Carl Johansson       | Zweden      | 17-06-1998 | 2023     |
| 14            | Wassim Essanoussi    | Nederland   | 28-10-2003 | 2022     |
| 17            | Richard Sedláček     | Tsjechië    | 21-06-1999 | 2023     |
| 18            | Rayan El Azrak       | Nederland   | 14-07-1999 | gehuurd  |
| 20            | Mitchell van Rooijen | Nederland   | 22-12-1998 | 2023     |
| 24            | Joep Munsters        | Nederland   | 29-03-2002 | amateur  |
| 26            | Levi Smans           | Nederland   | 25-03-2003 | 2025     |
| 27            | Niek Munsters        | Nederland   | 29-03-2002 | amateur  |
| 29            | Lars Nabbe           | Nederland   | 13-01-2002 | 2023     |
| 33            | Jonas Theuerzeit     | Duitsland   | 07-08-2002 | amateur  |
| 34            | Joep Kluskens        | Nederland   | 09-11-2002 | amateur  |
| Aanvallers    |                      |             |            |          |
| 7             | Guus Hupperts        | Nederland   | 25-04-1992 | 2022     |
| 7             | Nick Venema          | Nederland   | 09-04-1999 | gehuurd  |
| 9             | Sven Braken          | Nederland   | 12-06-1993 | 2023     |
| 11            | Joeri Schroijen      | Nederland   | 18-01-1991 | 2023     |
| 17            | Aaron Bastiaans      | Nederland   | 04-04-2002 | 2023     |
| 18            | Erik Sorga           | Estland     | 08-07-1999 | gehuurd  |
| 19            | Yahcuroo Roemer      | Nederland   | 22-07-2001 | 2024     |
| 23            | Ertan Hajdaraj       | Albanië     | 06-01-2003 | amateur  |
| 31            | Thijme Verheijen     | Nederland   | 13-04-2003 | amateur  |
| 34            | Levi Titulaer        | Nederland   | 21-08-2003 | amateur  |
| 99            | Giorgos Giakoumakis  | Griekenland | 09-12-1994 | 2022     |

### Aangetrokken spelers
| Nat.   | Naam                 | Van              | Bijzonderheden |
| Zomer  | Zomer                | Zomer            | Zomer          |
| ------ | -------------------- | ---------------- | -------------- |
| NL     | Aaron Bastiaans      | Helmond Sport    | Was verhuurd   |
| NL     | Kees de Boer         | ADO Den Haag     | Transfervrij   |
| NL     | Sven Braken          | AS Livorno       | Transfervrij   |
| NL     | Stan van Dijck       | Roda JC Kerkrade | Was verhuurd   |
| AL     | Ertan Hajdaraj       | VVV O18          | Amateur        |
| NL     | Stan Henderikx       | VVV O18          | Amateur        |
| SE     | Carl Johansson       | Osters IF        | € 39.200       |
| DE     | Brian Koglin         | 1. FC Magdeburg  | Transfervrij   |
| NL     | Yannick Leliendal    | KRC Genk O21     | Transfervrij   |
| NL     | Niek Munsters        | VVV O21          | Amateur        |
| NL     | Ian Hussein Ngobi    | VVV O21          | Amateur        |
| NL     | Joël Roeffen         | Helmond Sport    | Was verhuurd   |
| NL     | Mitchell van Rooijen | FC Utrecht       | Transfervrij   |
| NL     | Joeri Schroijen      | AO Xanthi        | Transfervrij   |
| NL     | Levi Smans           | VVV O18          | Amateur        |
| EE     | Erik Sorga           | D.C. United      | Gehuurd        |
| DE     | Jonas Theuerzeit     | VVV O21          | Amateur        |
| CZ     | Lukáš Zima           | Genoa            | Transfervrij   |
| Winter |                      |                  |                |
| NL     | Rayan El Azrak       | Jong FC Utrecht  | Gehuurd        |
| NL     | Sem Dirks            | Jong AZ          | Gehuurd        |
| NL     | Jens Jacobs          | VVV O21          | Amateur        |
| NL     | Joep Kluskens        | VVV O21          | Amateur        |
| CZ     | Richard Sedláček     | Jong AZ          | Onbekend       |
| NL     | Levi Titulaer        | VVV O21          | Amateur        |
| NL     | Nick Venema          | FC Utrecht       | Gehuurd        |

### Vertrokken spelers
| Nat.   | Naam                | Naar                         | Bijzonderheden              |
| Zomer  | Zomer               | Zomer                        | Zomer                       |
| ------ | ------------------- | ---------------------------- | --------------------------- |
| CW     | Jafar Arias         | FC Argeș Pitești             | Transfervrij                |
| NL     | Vito van Crooij     | Sparta Rotterdam             | € 200.000                   |
| GR     | Anastasios Donis    | Stade de Reims               | Was gehuurd                 |
| GR     | Christos Donis      | Ascoli                       | Was gehuurd                 |
| CH     | Roy Gelmi           | FC Winterthur                | Transfervrij                |
| CH     | Giorgos Giakoumakis | Celtic                       | € 2.500.000                 |
| DE     | Leon Guwara         | Jahn Regensburg              | Was gehuurd van FC Utrecht  |
| NL     | Jessy Hendrikx      | Helmond Sport                | Was al verhuurd             |
| NL     | Torino Hunte        | Onbekend                     | Transfervrij                |
| AW     | Joshua John         | Onbekend                     | Transfervrij                |
| DE     | Thorsten Kirschbaum | Jahn Regensburg              | Transfervrij                |
| NL     | Christian Kum       | Onbekend                     | Transfervrij                |
| FR     | Zinédine Machach    | Budapest Honvéd FC (verhuur) | Was gehuurd van Napoli      |
| NL     | Fin Pleunis         | VVV O21                      |                             |
| DE     | Steffen Schäfer     | SC Verl                      | Transfervrij                |
| DE     | Lukas Schmitz       | Onbekend                     | Transfervrij                |
| DE     | Meritan Shabani     | Wolverhampton Wanderers      | Was gehuurd                 |
| BE     | Nezar S'rifi        | Onbekend                     | Transfervrij                |
| NL     | Arjan Swinkels      | FC Esperanza Pelt            | Transfervrij                |
| Winter |                     |                              |                             |
| NL     | Aaron Bastiaans     | Helmond Sport                | Verhuurd                    |
| SE     | Kristopher Da Graca | IK Sirius FK                 | Onbekend                    |
| NL     | Guus Hupperts       | Onbekend                     | Transfervrij                |
| NL     | Yannick Leliendal   | TOP Oss                      | Verhuurd                    |
| NL     | Danny Post          | Almere City                  | Onbekend                    |
| EE     | Erik Sorga          | IFK Göteborg                 | Was gehuurd van D.C. United |

### Staf
| Jos Luhukay     | hoofdtrainer                     |
| Jay Driessen    | assistent-trainer                |
| Jeroen Schepens | assistent-trainer                |
| John Roox       | keeperstrainer                   |
| Roger Reijners  | trainer O21                      |
| Roger Bongaerts | manager ontwikkeling & prestatie |
| Marc van Hintum | scout                            |
| Perrin Hendrix  | performance coach                |
| Michiel de Wit  | video-analist                    |
| Hans Kuijpers   | fysiotherapeut                   |
| Falk Louwers    | fysiotherapeut                   |
| Rinus Louwers   | fysiotherapeut                   |
| Harold Kerren   | verzorger                        |
| Marc Prudon     | teamarts                         |
| Rolf Timmermans | teamarts                         |

## Wedstrijden

### Eerste Divisie
Speelronde 1:
| zondag 8 augustus 2021, 14:30 | VVV-Venlo                    | 2-2 (1-1) | NAC Breda                        | Opstelling VVV-Venlo | Opstelling NAC Breda |  |
| Stadion: Stadion De Koel, Venlo Toeschouwers: 4.632 Arbiter: Dieperink | Koglin 21' Rösler 58' (e.d.) |           | 10' Seuntjens 90+1' Van Schuppen | Zima, Hupperts 46' ( Pachonik), Koglin, Da Graca , Leliendal, Van Rooijen 59' ( Post), De Boer, Essanoussi 84' ( Van Dijck), Roemer, Braken 12' ( Bastiaans), Schroijen 59' ( Johansson) RESERVEBANK: Van Crooij, Craenmehr, J. Munsters, Janssen, Henderikx, Smans, Verheijen | Olij , Rutten 29' ( Adiléhou), Rösler 79' ( Kotzebue), Bakker, Mashart, Haye, Velanas, Azzagari, Buffonge 62' ( Kosiah), Seuntjens, Kestens 79' ( Van Schuppen) RESERVEBANK: Van de Merbel, Marijnissen, Vanacker, Agougil, Tavares |  |
| Stadion: Stadion De Koel, Venlo Toeschouwers: 4.632 Arbiter: Dieperink |                              |           |                                  | Zima, Hupperts 46' ( Pachonik), Koglin, Da Graca , Leliendal, Van Rooijen 59' ( Post), De Boer, Essanoussi 84' ( Van Dijck), Roemer, Braken 12' ( Bastiaans), Schroijen 59' ( Johansson) RESERVEBANK: Van Crooij, Craenmehr, J. Munsters, Janssen, Henderikx, Smans, Verheijen | Olij , Rutten 29' ( Adiléhou), Rösler 79' ( Kotzebue), Bakker, Mashart, Haye, Velanas, Azzagari, Buffonge 62' ( Kosiah), Seuntjens, Kestens 79' ( Van Schuppen) RESERVEBANK: Van de Merbel, Marijnissen, Vanacker, Agougil, Tavares |  |
| Stadion: Stadion De Koel, Venlo Toeschouwers: 4.632 Arbiter: Dieperink |                              |           |                                  | Zima, Hupperts 46' ( Pachonik), Koglin, Da Graca , Leliendal, Van Rooijen 59' ( Post), De Boer, Essanoussi 84' ( Van Dijck), Roemer, Braken 12' ( Bastiaans), Schroijen 59' ( Johansson) RESERVEBANK: Van Crooij, Craenmehr, J. Munsters, Janssen, Henderikx, Smans, Verheijen | Olij , Rutten 29' ( Adiléhou), Rösler 79' ( Kotzebue), Bakker, Mashart, Haye, Velanas, Azzagari, Buffonge 62' ( Kosiah), Seuntjens, Kestens 79' ( Van Schuppen) RESERVEBANK: Van de Merbel, Marijnissen, Vanacker, Agougil, Tavares |  |
| Bijz.: Beperkte toeschouwerscapaciteit (max. 5.300) t.g.v. coronapandemie. Competitiedebuut Zima, Koglin, Leliendal, Van Rooijen, De Boer, Braken en Johansson namens VVV. |                              |           |                                  | | |  |

Speelronde 2:
| vrijdag 13 augustus 2021, 20:00                                        | TOP Oss                | 2-1 (0-0) | VVV-Venlo          | Opstelling TOP Oss | Opstelling VVV-Venlo |  |
| Stadion: Frans Heesenstadion, Oss Toeschouwers: 1.430 Arbiter: Oostrom | Mathieu 61' Buyl 90+2' |           | 89' (e.d.) Lammers | Alblas, David, Piqué, Lammers, Abdat 90+3' ( Fleuren), Stuy van den Herik , Sanches, Kaak, Mathieu 82' ( Buyl 90+3'), Leidsman 46' ( Tejan), Margaritha 86' ( Margaret) RESERVEBANK: Prinssen, Van Meurs, Pata, Guezen, Damen, Gootjes, Sylla, Büttner | Zima, Pachonik, Koglin, Da Graca , Janssen 83' ( Van Dijck), Van Rooijen 74' ( Post 90+4'), De Boer, Essanoussi 83' ( Bastiaans), Roemer, Schroijen 63' ( Smans), Verheijen 74' ( Johansson) RESERVEBANK: Van Crooij, Craenmehr, Henderikx, Leliendal, J. Munsters, Hupperts |  |
| Stadion: Frans Heesenstadion, Oss Toeschouwers: 1.430 Arbiter: Oostrom |                        |           |                    | Alblas, David, Piqué, Lammers, Abdat 90+3' ( Fleuren), Stuy van den Herik , Sanches, Kaak, Mathieu 82' ( Buyl 90+3'), Leidsman 46' ( Tejan), Margaritha 86' ( Margaret) RESERVEBANK: Prinssen, Van Meurs, Pata, Guezen, Damen, Gootjes, Sylla, Büttner | Zima, Pachonik, Koglin, Da Graca , Janssen 83' ( Van Dijck), Van Rooijen 74' ( Post 90+4'), De Boer, Essanoussi 83' ( Bastiaans), Roemer, Schroijen 63' ( Smans), Verheijen 74' ( Johansson) RESERVEBANK: Van Crooij, Craenmehr, Henderikx, Leliendal, J. Munsters, Hupperts |  |
| Stadion: Frans Heesenstadion, Oss Toeschouwers: 1.430 Arbiter: Oostrom |                        |           |                    | Alblas, David, Piqué, Lammers, Abdat 90+3' ( Fleuren), Stuy van den Herik , Sanches, Kaak, Mathieu 82' ( Buyl 90+3'), Leidsman 46' ( Tejan), Margaritha 86' ( Margaret) RESERVEBANK: Prinssen, Van Meurs, Pata, Guezen, Damen, Gootjes, Sylla, Büttner | Zima, Pachonik, Koglin, Da Graca , Janssen 83' ( Van Dijck), Van Rooijen 74' ( Post 90+4'), De Boer, Essanoussi 83' ( Bastiaans), Roemer, Schroijen 63' ( Smans), Verheijen 74' ( Johansson) RESERVEBANK: Van Crooij, Craenmehr, Henderikx, Leliendal, J. Munsters, Hupperts |  |
| Bijz.: Competitiedebuut Verheijen en Smans.                            |                        |           |                    | | |  |

Speelronde 3:
| zaterdag 21 augustus 2021, 16:30                                                                                             | VVV-Venlo             | 2-1 (1-1) | Almere City FC | Opstelling VVV-Venlo | Opstelling Almere City FC |  |
| Stadion: Stadion De Koel, Venlo Toeschouwers: 3.832 Arbiter: Manschot                                                        | Sorga 45+3' Sorga 53' |           | 3' Duijvestijn | Zima, Pachonik, Koglin, Da Graca, Janssen, Post 82' ( Dekker), De Boer 27' 31' ( J. Munsters), Essanoussi 61' ( Smans), Roemer 82' ( Johansson), Sorga, Schroijen 24' 46' ( Bastiaans 90+1') RESERVEBANK: Van Crooij, Verbong, Van Dijck, Henderikx, Leliendal, Van Rooijen, Verheijen | Woud, Van Vlerken, Leeuwin, Breedijk, Lesquoy, Koolwijk 78' ( Resink), Receveur , Duijvestijn 66', Alhaft 78' ( Tunga), Pouwels 71' ( Arweiler), Bouyaghlafen 61' ( Van Hoeven) RESERVEBANK: Keller, Helstrup, Puriel |  |
| Stadion: Stadion De Koel, Venlo Toeschouwers: 3.832 Arbiter: Manschot                                                        |                       |           |                | Zima, Pachonik, Koglin, Da Graca, Janssen, Post 82' ( Dekker), De Boer 27' 31' ( J. Munsters), Essanoussi 61' ( Smans), Roemer 82' ( Johansson), Sorga, Schroijen 24' 46' ( Bastiaans 90+1') RESERVEBANK: Van Crooij, Verbong, Van Dijck, Henderikx, Leliendal, Van Rooijen, Verheijen | Woud, Van Vlerken, Leeuwin, Breedijk, Lesquoy, Koolwijk 78' ( Resink), Receveur , Duijvestijn 66', Alhaft 78' ( Tunga), Pouwels 71' ( Arweiler), Bouyaghlafen 61' ( Van Hoeven) RESERVEBANK: Keller, Helstrup, Puriel |  |
| Stadion: Stadion De Koel, Venlo Toeschouwers: 3.832 Arbiter: Manschot                                                        |                       |           |                | Zima, Pachonik, Koglin, Da Graca, Janssen, Post 82' ( Dekker), De Boer 27' 31' ( J. Munsters), Essanoussi 61' ( Smans), Roemer 82' ( Johansson), Sorga, Schroijen 24' 46' ( Bastiaans 90+1') RESERVEBANK: Van Crooij, Verbong, Van Dijck, Henderikx, Leliendal, Van Rooijen, Verheijen | Woud, Van Vlerken, Leeuwin, Breedijk, Lesquoy, Koolwijk 78' ( Resink), Receveur , Duijvestijn 66', Alhaft 78' ( Tunga), Pouwels 71' ( Arweiler), Bouyaghlafen 61' ( Van Hoeven) RESERVEBANK: Keller, Helstrup, Puriel |  |
| Bijz.: Beperkte toeschouwerscapaciteit (max. 5.300) t.g.v. coronapandemie. Competitiedebuut Sorga en J. Munsters namens VVV. |                       |           |                | | |  |

Speelronde 4:
| vrijdag 27 augustus 2021, 20:00                                            | VVV-Venlo | 0-1 (0-0) | Jong AZ     | Opstelling VVV-Venlo | Opstelling Jong AZ |  |
| Stadion: Stadion De Koel, Venlo Toeschouwers: 3.788 Arbiter: Gansner       |           |           | 72' De Jong | Zima, Pachonik, Da Graca, Koglin, Janssen, Post , J. Munsters 75' ( Van Dijck), Smans 66' ( Essanoussi), Roemer, Sorga, Bastiaans 30' 66' ( Schroijen) RESERVEBANK: Van Crooij, Verbong, Leliendal, De Boer, Johansson, Van Rooijen, Verheijen, Hupperts | Westerveld 90+1', Jacobs, Dirks 40', Velthuis, Dekker 73' ( Lathouwers), P. Koopmeiners, Buurmeester, Taabouni, Griffith 74' ( Sedláček 87'), Barası 85' ( Kewal), De Jong RESERVEBANK: Deen, Gemmel, Engel, Franken, Christiansson |  |
| Stadion: Stadion De Koel, Venlo Toeschouwers: 3.788 Arbiter: Gansner       |           |           |             | Zima, Pachonik, Da Graca, Koglin, Janssen, Post , J. Munsters 75' ( Van Dijck), Smans 66' ( Essanoussi), Roemer, Sorga, Bastiaans 30' 66' ( Schroijen) RESERVEBANK: Van Crooij, Verbong, Leliendal, De Boer, Johansson, Van Rooijen, Verheijen, Hupperts | Westerveld 90+1', Jacobs, Dirks 40', Velthuis, Dekker 73' ( Lathouwers), P. Koopmeiners, Buurmeester, Taabouni, Griffith 74' ( Sedláček 87'), Barası 85' ( Kewal), De Jong RESERVEBANK: Deen, Gemmel, Engel, Franken, Christiansson |  |
| Stadion: Stadion De Koel, Venlo Toeschouwers: 3.788 Arbiter: Gansner       |           |           |             | Zima, Pachonik, Da Graca, Koglin, Janssen, Post , J. Munsters 75' ( Van Dijck), Smans 66' ( Essanoussi), Roemer, Sorga, Bastiaans 30' 66' ( Schroijen) RESERVEBANK: Van Crooij, Verbong, Leliendal, De Boer, Johansson, Van Rooijen, Verheijen, Hupperts | Westerveld 90+1', Jacobs, Dirks 40', Velthuis, Dekker 73' ( Lathouwers), P. Koopmeiners, Buurmeester, Taabouni, Griffith 74' ( Sedláček 87'), Barası 85' ( Kewal), De Jong RESERVEBANK: Deen, Gemmel, Engel, Franken, Christiansson |  |
| Bijz.: Beperkte toeschouwerscapaciteit (max. 5.300) t.g.v. coronapandemie. |           |           |             | | |  |

Speelronde 5:
| zondag 5 september 2021, 20:00                                                 | FC Dordrecht | 0-1 (0-1) | VVV-Venlo | Opstelling FC Dordrecht | Opstelling VVV-Venlo |  |
| Stadion: Riwal Hoogwerkers Stadion, Dordrecht Toeschouwers: 1.258 Arbiter: Bos |              |           | 43' Smans | Bossin, Mannes 84' ( Miceli), Van Huizen , Van der Avert 59', Savastano, Hölscher 56', Pascu 61' ( Donkor 89'), Biberoğlu 77' ( El Azzouzi), Agrafiotis, Schuurman, Meijer RESERVEBANK: Hamdani, Koorevaar, Koswal, Hobbel, N'Diaye, Vliet, Baggerman, Wielzen, Suray | Zima, Pachonik, Koglin, Da Graca, Janssen, Post 54' ( Dekker), J. Munsters, Smans 67' ( Hupperts 71'), Roemer, Schroijen 86' ( Van Dijck), Bastiaans 86' ( Johansson) RESERVEBANK: Van Crooij, Verbong, Leliendal, De Boer, Essanoussi, Verheijen |  |
| Stadion: Riwal Hoogwerkers Stadion, Dordrecht Toeschouwers: 1.258 Arbiter: Bos |              |           |           | Bossin, Mannes 84' ( Miceli), Van Huizen , Van der Avert 59', Savastano, Hölscher 56', Pascu 61' ( Donkor 89'), Biberoğlu 77' ( El Azzouzi), Agrafiotis, Schuurman, Meijer RESERVEBANK: Hamdani, Koorevaar, Koswal, Hobbel, N'Diaye, Vliet, Baggerman, Wielzen, Suray | Zima, Pachonik, Koglin, Da Graca, Janssen, Post 54' ( Dekker), J. Munsters, Smans 67' ( Hupperts 71'), Roemer, Schroijen 86' ( Van Dijck), Bastiaans 86' ( Johansson) RESERVEBANK: Van Crooij, Verbong, Leliendal, De Boer, Essanoussi, Verheijen |  |
| Stadion: Riwal Hoogwerkers Stadion, Dordrecht Toeschouwers: 1.258 Arbiter: Bos |              |           |           | Bossin, Mannes 84' ( Miceli), Van Huizen , Van der Avert 59', Savastano, Hölscher 56', Pascu 61' ( Donkor 89'), Biberoğlu 77' ( El Azzouzi), Agrafiotis, Schuurman, Meijer RESERVEBANK: Hamdani, Koorevaar, Koswal, Hobbel, N'Diaye, Vliet, Baggerman, Wielzen, Suray | Zima, Pachonik, Koglin, Da Graca, Janssen, Post 54' ( Dekker), J. Munsters, Smans 67' ( Hupperts 71'), Roemer, Schroijen 86' ( Van Dijck), Bastiaans 86' ( Johansson) RESERVEBANK: Van Crooij, Verbong, Leliendal, De Boer, Essanoussi, Verheijen |  |
|                                                                                |              |           |           | | |  |

Speelronde 6:
| vrijdag 10 september 2021, 20:00                                           | VVV-Venlo             | 2-1 (0-0) | FC Den Bosch | Opstelling VVV-Venlo | Opstelling FC Den Bosch |  |
| Stadion: Stadion De Koel, Venlo Toeschouwers: 4.668 Arbiter: Blom          | Roemer 87' Koglin 90' |           | 67' Kuijpers | Zima, Pachonik, Koglin, Da Graca , Janssen, Van Dijck 45' ( Dekker), J. Munsters, Johansson 72' ( Essanoussi), Roemer, Schroijen 57' ( Sorga), Bastiaans 56' ( Hupperts) RESERVEBANK: Van Crooij, Verbong, Leliendal, De Boer, Verheijen, Hajdaraj, Nabbe | Van der Steen , Van Beijnen, Ryan 46' ( Van den Bogert 90'), Van Grunsven, Salasiwa, Kip, Felida, Leijten, Ahannach 46' ( Van Bakel), Stiers, Hornkamp 39' ( Kuijpers) RESERVEBANK: Sikking, Schalks, Van Hedel, Zimmer, Zuijderwijk, Mulders, Berte |  |
| Stadion: Stadion De Koel, Venlo Toeschouwers: 4.668 Arbiter: Blom          |                       |           |              | Zima, Pachonik, Koglin, Da Graca , Janssen, Van Dijck 45' ( Dekker), J. Munsters, Johansson 72' ( Essanoussi), Roemer, Schroijen 57' ( Sorga), Bastiaans 56' ( Hupperts) RESERVEBANK: Van Crooij, Verbong, Leliendal, De Boer, Verheijen, Hajdaraj, Nabbe | Van der Steen , Van Beijnen, Ryan 46' ( Van den Bogert 90'), Van Grunsven, Salasiwa, Kip, Felida, Leijten, Ahannach 46' ( Van Bakel), Stiers, Hornkamp 39' ( Kuijpers) RESERVEBANK: Sikking, Schalks, Van Hedel, Zimmer, Zuijderwijk, Mulders, Berte |  |
| Stadion: Stadion De Koel, Venlo Toeschouwers: 4.668 Arbiter: Blom          |                       |           |              | Zima, Pachonik, Koglin, Da Graca , Janssen, Van Dijck 45' ( Dekker), J. Munsters, Johansson 72' ( Essanoussi), Roemer, Schroijen 57' ( Sorga), Bastiaans 56' ( Hupperts) RESERVEBANK: Van Crooij, Verbong, Leliendal, De Boer, Verheijen, Hajdaraj, Nabbe | Van der Steen , Van Beijnen, Ryan 46' ( Van den Bogert 90'), Van Grunsven, Salasiwa, Kip, Felida, Leijten, Ahannach 46' ( Van Bakel), Stiers, Hornkamp 39' ( Kuijpers) RESERVEBANK: Sikking, Schalks, Van Hedel, Zimmer, Zuijderwijk, Mulders, Berte |  |
| Bijz.: Beperkte toeschouwerscapaciteit (max. 5.300) t.g.v. coronapandemie. |                       |           |              | | |  |

Speelronde 7:
| vrijdag 17 september 2021, 20:00                                       | FC Volendam         | 2-1 (1-1) | VVV-Venlo  | Opstelling FC Volendam | Opstelling VVV-Venlo |  |
| Stadion: Kras Stadion, Volendam Toeschouwers: 3.687 Arbiter: Nagtegaal | Mühren 14' Deul 48' |           | 22' Dekker | Lauwers, Kasius, B. Plat, Mirani , Hilton 79' ( Eerdhuijzen), A. Plat 66' ( Ben Sallam), Twigt, Deul 80' ( Antonioli), Blom 80' ( Kaars), Mühren, Oristanio 61' ( El Kadiri) RESERVEBANK: Vlak, De Haan, Beers, Panka, Douiri | Zima, Pachonik, Koglin, Da Graca , Janssen, J. Munsters 62' ( Schroijen), Dekker 83' ( Hajdaraj), Bastiaans, Roemer 46' ( Hupperts), Sorga 62' ( De Boer), Johansson 70' ( Essanoussi) RESERVEBANK: Van Crooij, Verbong, Henderikx, Leliendal, Ngobi, Theuerzeit |  |
| Stadion: Kras Stadion, Volendam Toeschouwers: 3.687 Arbiter: Nagtegaal |                     |           |            | Lauwers, Kasius, B. Plat, Mirani , Hilton 79' ( Eerdhuijzen), A. Plat 66' ( Ben Sallam), Twigt, Deul 80' ( Antonioli), Blom 80' ( Kaars), Mühren, Oristanio 61' ( El Kadiri) RESERVEBANK: Vlak, De Haan, Beers, Panka, Douiri | Zima, Pachonik, Koglin, Da Graca , Janssen, J. Munsters 62' ( Schroijen), Dekker 83' ( Hajdaraj), Bastiaans, Roemer 46' ( Hupperts), Sorga 62' ( De Boer), Johansson 70' ( Essanoussi) RESERVEBANK: Van Crooij, Verbong, Henderikx, Leliendal, Ngobi, Theuerzeit |  |
| Stadion: Kras Stadion, Volendam Toeschouwers: 3.687 Arbiter: Nagtegaal |                     |           |            | Lauwers, Kasius, B. Plat, Mirani , Hilton 79' ( Eerdhuijzen), A. Plat 66' ( Ben Sallam), Twigt, Deul 80' ( Antonioli), Blom 80' ( Kaars), Mühren, Oristanio 61' ( El Kadiri) RESERVEBANK: Vlak, De Haan, Beers, Panka, Douiri | Zima, Pachonik, Koglin, Da Graca , Janssen, J. Munsters 62' ( Schroijen), Dekker 83' ( Hajdaraj), Bastiaans, Roemer 46' ( Hupperts), Sorga 62' ( De Boer), Johansson 70' ( Essanoussi) RESERVEBANK: Van Crooij, Verbong, Henderikx, Leliendal, Ngobi, Theuerzeit |  |
| Bijz.: Competitiedebuut Hajdaraj.                                      |                     |           |            | | |  |

Speelronde 8:
| vrijdag 24 september 2021, 20:00                                           | VVV-Venlo      | 1-0 (0-0) | Helmond Sport | Opstelling VVV-Venlo | Opstelling Helmond Sport |  |
| Stadion: Stadion De Koel, Venlo Toeschouwers: 5.212 Arbiter: Ruperti       | Essanoussi 90' |           |               | Zima, Pachonik, Koglin 77', Da Graca , Janssen, J. Munsters 64' ( De Boer), Dekker, Smans 65' ( Essanoussi), Roemer, Schroijen 46' ( Sorga), Bastiaans 78' ( Johansson) RESERVEBANK: Van Crooij, Verbong, Henderikx, Leliendal, Hajdaraj, Verheijen, Theuerzeit, Hupperts | Havekotte 39', Reith, De Bie, Van der Meer , Van der Sluys 18' 46' ( Van Hove), Van Landschoot, Lion, Vereijken, Van Keilegom 61' ( Seys), Goselink 85' ( Hendrikx), Houttequiet 66' ( Bosiers) RESERVEBANK: Mantel, Azmi, Breugelmans, Fosu-Mensah, Bukusu |  |
| Stadion: Stadion De Koel, Venlo Toeschouwers: 5.212 Arbiter: Ruperti       |                |           |               | Zima, Pachonik, Koglin 77', Da Graca , Janssen, J. Munsters 64' ( De Boer), Dekker, Smans 65' ( Essanoussi), Roemer, Schroijen 46' ( Sorga), Bastiaans 78' ( Johansson) RESERVEBANK: Van Crooij, Verbong, Henderikx, Leliendal, Hajdaraj, Verheijen, Theuerzeit, Hupperts | Havekotte 39', Reith, De Bie, Van der Meer , Van der Sluys 18' 46' ( Van Hove), Van Landschoot, Lion, Vereijken, Van Keilegom 61' ( Seys), Goselink 85' ( Hendrikx), Houttequiet 66' ( Bosiers) RESERVEBANK: Mantel, Azmi, Breugelmans, Fosu-Mensah, Bukusu |  |
| Stadion: Stadion De Koel, Venlo Toeschouwers: 5.212 Arbiter: Ruperti       |                |           |               | Zima, Pachonik, Koglin 77', Da Graca , Janssen, J. Munsters 64' ( De Boer), Dekker, Smans 65' ( Essanoussi), Roemer, Schroijen 46' ( Sorga), Bastiaans 78' ( Johansson) RESERVEBANK: Van Crooij, Verbong, Henderikx, Leliendal, Hajdaraj, Verheijen, Theuerzeit, Hupperts | Havekotte 39', Reith, De Bie, Van der Meer , Van der Sluys 18' 46' ( Van Hove), Van Landschoot, Lion, Vereijken, Van Keilegom 61' ( Seys), Goselink 85' ( Hendrikx), Houttequiet 66' ( Bosiers) RESERVEBANK: Mantel, Azmi, Breugelmans, Fosu-Mensah, Bukusu |  |
| Bijz.: Beperkte toeschouwerscapaciteit (max. 5.300) t.g.v. coronapandemie. |                |           |               | | |  |

Speelronde 9:
| vrijdag 1 oktober 2021, 20:00                                                  | Jong PSV                       | 2-1 (2-0) | VVV-Venlo | Opstelling Jong PSV | Opstelling VVV-Venlo |  |
| Stadion: PSV Campus De Herdgang, Eindhoven Toeschouwers: 911 Arbiter: Hensgens | Bakayoko 24' Romero 44' (pen.) |           | 46' Sorga | Müller, Markelo 60' ( Comenencia), Van de Blaak, Felipe 60' ( Seelt), Vos 79', Tielemans 68' ( Sealy), Matuta, Kjølø 90+1' ( Leysen), Bakayoko, Romero 46' ( Saibari), Touré RESERVEBANK: Van Lare, Bodak, Jansen, Bahadır, Colyn, Timan, Nassoh | Zima, Pachonik, Da Graca 33' ( Van Rooijen), Koglin, Janssen, Post 76' ( De Boer), Dekker, Smans 62', Roemer 62' ( Essanoussi), Sorga 58' 76' ( Hajdaraj), Bastiaans 46' ( Johansson) RESERVEBANK: Van Crooij, Verbong, J. Munsters, Leliendal, Schroijen, Verheijen, Hupperts |  |
| Stadion: PSV Campus De Herdgang, Eindhoven Toeschouwers: 911 Arbiter: Hensgens |                                |           |           | Müller, Markelo 60' ( Comenencia), Van de Blaak, Felipe 60' ( Seelt), Vos 79', Tielemans 68' ( Sealy), Matuta, Kjølø 90+1' ( Leysen), Bakayoko, Romero 46' ( Saibari), Touré RESERVEBANK: Van Lare, Bodak, Jansen, Bahadır, Colyn, Timan, Nassoh | Zima, Pachonik, Da Graca 33' ( Van Rooijen), Koglin, Janssen, Post 76' ( De Boer), Dekker, Smans 62', Roemer 62' ( Essanoussi), Sorga 58' 76' ( Hajdaraj), Bastiaans 46' ( Johansson) RESERVEBANK: Van Crooij, Verbong, J. Munsters, Leliendal, Schroijen, Verheijen, Hupperts |  |
| Stadion: PSV Campus De Herdgang, Eindhoven Toeschouwers: 911 Arbiter: Hensgens |                                |           |           | Müller, Markelo 60' ( Comenencia), Van de Blaak, Felipe 60' ( Seelt), Vos 79', Tielemans 68' ( Sealy), Matuta, Kjølø 90+1' ( Leysen), Bakayoko, Romero 46' ( Saibari), Touré RESERVEBANK: Van Lare, Bodak, Jansen, Bahadır, Colyn, Timan, Nassoh | Zima, Pachonik, Da Graca 33' ( Van Rooijen), Koglin, Janssen, Post 76' ( De Boer), Dekker, Smans 62', Roemer 62' ( Essanoussi), Sorga 58' 76' ( Hajdaraj), Bastiaans 46' ( Johansson) RESERVEBANK: Van Crooij, Verbong, J. Munsters, Leliendal, Schroijen, Verheijen, Hupperts |  |
|                                                                                |                                |           |           | | |  |

Speelronde 10:
| zaterdag 9 oktober 2021, 16:30                                          | VVV-Venlo                | 2-0 (1-0) | MVV Maastricht | Opstelling VVV-Venlo | Opstelling MVV Maastricht |  |
| Stadion: Stadion De Koel, Venlo Toeschouwers: 6.024 Arbiter: Martens    | Dekker 40' Johansson 88' |           |                | Zima, Pachonik, Dekker, Koglin, Janssen, Post 21', Essanoussi 62' ( Van Rooijen), Smans 46' ( Johansson), Roemer 85' ( Bastiaans), Braken 46' ( Hajdaraj), Schroijen 63' ( De Boer) RESERVEBANK: Van Crooij, Verbong, J. Munsters, Leliendal, Da Graca, Verheijen, Hupperts | Nijhuis, Essers, Delferriere 66' ( R. Zeegers), Waem, Labylle 81' ( Mami), Souren 81' ( Kleinen), Džepar 39', Alberg 66' ( Maho), Blummel , Ntelo 66' ( Aziz), Remans RESERVEBANK: Matthys, Wehking, Libert, Penders, Nijsten, Delrock |  |
| Stadion: Stadion De Koel, Venlo Toeschouwers: 6.024 Arbiter: Martens    |                          |           |                | Zima, Pachonik, Dekker, Koglin, Janssen, Post 21', Essanoussi 62' ( Van Rooijen), Smans 46' ( Johansson), Roemer 85' ( Bastiaans), Braken 46' ( Hajdaraj), Schroijen 63' ( De Boer) RESERVEBANK: Van Crooij, Verbong, J. Munsters, Leliendal, Da Graca, Verheijen, Hupperts | Nijhuis, Essers, Delferriere 66' ( R. Zeegers), Waem, Labylle 81' ( Mami), Souren 81' ( Kleinen), Džepar 39', Alberg 66' ( Maho), Blummel , Ntelo 66' ( Aziz), Remans RESERVEBANK: Matthys, Wehking, Libert, Penders, Nijsten, Delrock |  |
| Stadion: Stadion De Koel, Venlo Toeschouwers: 6.024 Arbiter: Martens    |                          |           |                | Zima, Pachonik, Dekker, Koglin, Janssen, Post 21', Essanoussi 62' ( Van Rooijen), Smans 46' ( Johansson), Roemer 85' ( Bastiaans), Braken 46' ( Hajdaraj), Schroijen 63' ( De Boer) RESERVEBANK: Van Crooij, Verbong, J. Munsters, Leliendal, Da Graca, Verheijen, Hupperts | Nijhuis, Essers, Delferriere 66' ( R. Zeegers), Waem, Labylle 81' ( Mami), Souren 81' ( Kleinen), Džepar 39', Alberg 66' ( Maho), Blummel , Ntelo 66' ( Aziz), Remans RESERVEBANK: Matthys, Wehking, Libert, Penders, Nijsten, Delrock |  |
| Bijz.: Verplaatst: oorspronkelijke datum zondag 10 oktober 2021, 12:15. |                          |           |                | | |  |

Speelronde 11:
| vrijdag 15 oktober 2021, 20:00                                                        | Excelsior                                | 3-0 (1-0) | VVV-Venlo | Opstelling Excelsior | Opstelling VVV-Venlo |  |
| Stadion: Van Donge & De Roo Stadion, Rotterdam Toeschouwers: 2.734 Arbiter: Dieperink | Niemeijer 45' Niemeijer 53' Dallinga 57' |           |           | Van Gassel, Horemans, Nieuwpoort 13', El Yaakoubi , Aberkane 88' ( Dundas), Wieffer, Niemeijer, Eijgenraam 88' ( Chacón), Azarkan 77' ( Duku), Dallinga 84' ( Botermans), Baas RESERVEBANK: Geens, Kuiper, Vlasenko, Buter, Driouech | Zima, Pachonik, Dekker, Koglin 80', Janssen, Post 44' 67' ( Van Rooijen), Essanoussi, Smans, Roemer 46' ( Johansson), Braken 67' ( Sorga), Schroijen RESERVEBANK: Van Crooij, Verbong, Da Graca, J. Munsters, Leliendal, De Boer, Hajdaraj, Hupperts, Bastiaans |  |
| Stadion: Van Donge & De Roo Stadion, Rotterdam Toeschouwers: 2.734 Arbiter: Dieperink |                                          |           |           | Van Gassel, Horemans, Nieuwpoort 13', El Yaakoubi , Aberkane 88' ( Dundas), Wieffer, Niemeijer, Eijgenraam 88' ( Chacón), Azarkan 77' ( Duku), Dallinga 84' ( Botermans), Baas RESERVEBANK: Geens, Kuiper, Vlasenko, Buter, Driouech | Zima, Pachonik, Dekker, Koglin 80', Janssen, Post 44' 67' ( Van Rooijen), Essanoussi, Smans, Roemer 46' ( Johansson), Braken 67' ( Sorga), Schroijen RESERVEBANK: Van Crooij, Verbong, Da Graca, J. Munsters, Leliendal, De Boer, Hajdaraj, Hupperts, Bastiaans |  |
| Stadion: Van Donge & De Roo Stadion, Rotterdam Toeschouwers: 2.734 Arbiter: Dieperink |                                          |           |           | Van Gassel, Horemans, Nieuwpoort 13', El Yaakoubi , Aberkane 88' ( Dundas), Wieffer, Niemeijer, Eijgenraam 88' ( Chacón), Azarkan 77' ( Duku), Dallinga 84' ( Botermans), Baas RESERVEBANK: Geens, Kuiper, Vlasenko, Buter, Driouech | Zima, Pachonik, Dekker, Koglin 80', Janssen, Post 44' 67' ( Van Rooijen), Essanoussi, Smans, Roemer 46' ( Johansson), Braken 67' ( Sorga), Schroijen RESERVEBANK: Van Crooij, Verbong, Da Graca, J. Munsters, Leliendal, De Boer, Hajdaraj, Hupperts, Bastiaans |  |
| Bijz.: 250e officiële wedstrijd Post namens VVV.                                      |                                          |           |           | | |  |

Speelronde 12:
| vrijdag 22 oktober 2021, 20:00                                     | VVV-Venlo  | 1-2 (0-0) | De Graafschap             | Opstelling VVV-Venlo | Opstelling De Graafschap |  |
| Stadion: Stadion De Koel, Venlo Toeschouwers: 5.657 Arbiter: Pérez | Braken 57' |           | 52' Korte 62' Van Heertum | Zima, Pachonik, Dekker, Koglin, Janssen 61', Post 75' ( Van Rooijen), Essanoussi 46' ( Johansson), De Boer, Smans 79' ( Sorga), Braken 78' ( Hajdaraj), Roemer 75' ( Schroijen) RESERVEBANK: Van Crooij, Verbong, Da Graca, Van Dijck, J. Munsters, Leliendal, Bastiaans | Jurjus, Lelieveld, Van Heertum, Fortes 4', Baas 71' ( Vergara), Lieftink, Dekker, Schuurman 77', Acheffay 80' ( Gravenberch), Haen 73' ( Opoku), Korte 81' ( Konings) RESERVEBANK: Van den Dam, Wieggers, Hilderink, Neghli, Brittijn, Wenting, Kleinpenning |  |
| Stadion: Stadion De Koel, Venlo Toeschouwers: 5.657 Arbiter: Pérez |            |           |                           | Zima, Pachonik, Dekker, Koglin, Janssen 61', Post 75' ( Van Rooijen), Essanoussi 46' ( Johansson), De Boer, Smans 79' ( Sorga), Braken 78' ( Hajdaraj), Roemer 75' ( Schroijen) RESERVEBANK: Van Crooij, Verbong, Da Graca, Van Dijck, J. Munsters, Leliendal, Bastiaans | Jurjus, Lelieveld, Van Heertum, Fortes 4', Baas 71' ( Vergara), Lieftink, Dekker, Schuurman 77', Acheffay 80' ( Gravenberch), Haen 73' ( Opoku), Korte 81' ( Konings) RESERVEBANK: Van den Dam, Wieggers, Hilderink, Neghli, Brittijn, Wenting, Kleinpenning |  |
| Stadion: Stadion De Koel, Venlo Toeschouwers: 5.657 Arbiter: Pérez |            |           |                           | Zima, Pachonik, Dekker, Koglin, Janssen 61', Post 75' ( Van Rooijen), Essanoussi 46' ( Johansson), De Boer, Smans 79' ( Sorga), Braken 78' ( Hajdaraj), Roemer 75' ( Schroijen) RESERVEBANK: Van Crooij, Verbong, Da Graca, Van Dijck, J. Munsters, Leliendal, Bastiaans | Jurjus, Lelieveld, Van Heertum, Fortes 4', Baas 71' ( Vergara), Lieftink, Dekker, Schuurman 77', Acheffay 80' ( Gravenberch), Haen 73' ( Opoku), Korte 81' ( Konings) RESERVEBANK: Van den Dam, Wieggers, Hilderink, Neghli, Brittijn, Wenting, Kleinpenning |  |
|                                                                    |            |           |                           | | |  |

Speelronde 13:
| vrijdag 29 oktober 2021, 20:00                                             | FC Emmen      | 1-0 (0-0) | VVV-Venlo | Opstelling FC Emmen | Opstelling VVV-Venlo |  |
| Stadion: De Oude Meerdijk, Emmen Toeschouwers: 7.402 Arbiter: Van der Eijk | Hilterman 62' |           |           | Brouwer, Luzayadio 57' ( Van Kaam), Araujo, Veldmate , Burnet, Vlak 63' ( El Azzouzi), Van Ooijen 83' ( Scholte), Bernadou, Mendes 84' ( Kharchouch), Hilterman, Assehnoun 57' ( Toufiqui) RESERVEBANK: Van Dorp, Groothuizen, Apau, Miguel, Veendorp, Bijleveld, Slor | Zima, Pachonik, Koglin 84', Da Graca 79', Janssen, Dekker 72' ( Leliendal), Van Rooijen 79' ( Sorga), De Boer 81' ( Van Dijck), Roemer, Braken 79' ( Hajdaraj), Johansson 72' ( Smans) RESERVEBANK: Van Crooij, Verbong, J. Munsters, Schroijen, Essanoussi, Bastiaans |  |
| Stadion: De Oude Meerdijk, Emmen Toeschouwers: 7.402 Arbiter: Van der Eijk |               |           |           | Brouwer, Luzayadio 57' ( Van Kaam), Araujo, Veldmate , Burnet, Vlak 63' ( El Azzouzi), Van Ooijen 83' ( Scholte), Bernadou, Mendes 84' ( Kharchouch), Hilterman, Assehnoun 57' ( Toufiqui) RESERVEBANK: Van Dorp, Groothuizen, Apau, Miguel, Veendorp, Bijleveld, Slor | Zima, Pachonik, Koglin 84', Da Graca 79', Janssen, Dekker 72' ( Leliendal), Van Rooijen 79' ( Sorga), De Boer 81' ( Van Dijck), Roemer, Braken 79' ( Hajdaraj), Johansson 72' ( Smans) RESERVEBANK: Van Crooij, Verbong, J. Munsters, Schroijen, Essanoussi, Bastiaans |  |
| Stadion: De Oude Meerdijk, Emmen Toeschouwers: 7.402 Arbiter: Van der Eijk |               |           |           | Brouwer, Luzayadio 57' ( Van Kaam), Araujo, Veldmate , Burnet, Vlak 63' ( El Azzouzi), Van Ooijen 83' ( Scholte), Bernadou, Mendes 84' ( Kharchouch), Hilterman, Assehnoun 57' ( Toufiqui) RESERVEBANK: Van Dorp, Groothuizen, Apau, Miguel, Veendorp, Bijleveld, Slor | Zima, Pachonik, Koglin 84', Da Graca 79', Janssen, Dekker 72' ( Leliendal), Van Rooijen 79' ( Sorga), De Boer 81' ( Van Dijck), Roemer, Braken 79' ( Hajdaraj), Johansson 72' ( Smans) RESERVEBANK: Van Crooij, Verbong, J. Munsters, Schroijen, Essanoussi, Bastiaans |  |
|                                                                            |               |           |           | | |  |

Speelronde 14:
| vrijdag 5 november 2021, 20:00                                       | VVV-Venlo       | 1-3 (0-1) | Jong Ajax                              | Opstelling VVV-Venlo | Opstelling Jong Ajax |  |
| Stadion: Stadion De Koel, Venlo Toeschouwers: 4.777 Arbiter: Gansner | Van Rooijen 53' |           | 4' Taylor 62' Ünüvar 72' (pen.) Danilo | Zima, Pachonik 71', Dekker 67' ( Post ), Koglin 66', Leliendal 46' ( Johansson), Janssen, Van Rooijen, De Boer, Roemer, Braken, Smans 46' ( Essanoussi) RESERVEBANK: Van Crooij 90+5', Verbong, Van Dijck, Hajdaraj, Schroijen, J. Munsters, Verheijen, Bastiaans, Sorga | Gorter 87', Rensch 85', 86', Llansana, Musampa, Salah-Eddine 78' ( Douglas 90+5'), Taylor, Jensen, Regeer , Hansen 61' ( Rasmussen), Danilo 78' ( De Waal), Ünüvar 87' ( Van Gelderen) RESERVEBANK: Roggeveen, Fitz-Jim, Giovanni, Warmerdam |  |
| Stadion: Stadion De Koel, Venlo Toeschouwers: 4.777 Arbiter: Gansner |                 |           |                                        | Zima, Pachonik 71', Dekker 67' ( Post ), Koglin 66', Leliendal 46' ( Johansson), Janssen, Van Rooijen, De Boer, Roemer, Braken, Smans 46' ( Essanoussi) RESERVEBANK: Van Crooij 90+5', Verbong, Van Dijck, Hajdaraj, Schroijen, J. Munsters, Verheijen, Bastiaans, Sorga | Gorter 87', Rensch 85', 86', Llansana, Musampa, Salah-Eddine 78' ( Douglas 90+5'), Taylor, Jensen, Regeer , Hansen 61' ( Rasmussen), Danilo 78' ( De Waal), Ünüvar 87' ( Van Gelderen) RESERVEBANK: Roggeveen, Fitz-Jim, Giovanni, Warmerdam |  |
| Stadion: Stadion De Koel, Venlo Toeschouwers: 4.777 Arbiter: Gansner |                 |           |                                        | Zima, Pachonik 71', Dekker 67' ( Post ), Koglin 66', Leliendal 46' ( Johansson), Janssen, Van Rooijen, De Boer, Roemer, Braken, Smans 46' ( Essanoussi) RESERVEBANK: Van Crooij 90+5', Verbong, Van Dijck, Hajdaraj, Schroijen, J. Munsters, Verheijen, Bastiaans, Sorga | Gorter 87', Rensch 85', 86', Llansana, Musampa, Salah-Eddine 78' ( Douglas 90+5'), Taylor, Jensen, Regeer , Hansen 61' ( Rasmussen), Danilo 78' ( De Waal), Ünüvar 87' ( Van Gelderen) RESERVEBANK: Roggeveen, Fitz-Jim, Giovanni, Warmerdam |  |
|                                                                      |                 |           |                                        | | |  |

Speelronde 15:
| zondag 14 november 2021, 16:45                                                | ADO Den Haag                  | 2-0 (1-0) | VVV-Venlo | Opstelling ADO Den Haag | Opstelling VVV-Venlo |  |
| Stadion: Cars Jeans Stadion, Den Haag Toeschouwers: 0 Arbiter: Martens        | Steijn 4' Verheydt 66' (pen.) |           |           | Koopmans, Amofa, M. Mulder 16', Matthys, J. Mulder, Bourard, Steijn, Breinburg, Kishna 77' ( Ćatić), Verheydt 89' ( Rottier), Besuijen RESERVEBANK: Schoonderwaldt, Asante, Komljenović, Seedorf, Severina | Van Crooij, Dekker, Van Dijck 62', Koglin, Janssen 72' ( Leliendal), Post , Van Rooijen 43', De Boer, Roemer 58' ( Verheijen), Braken 58' ( Smans), Schroijen RESERVEBANK: Zima, Verbong, J. Munsters, Henderikx, Essanoussi, Hajdaraj, Theuerzeit |  |
| Stadion: Cars Jeans Stadion, Den Haag Toeschouwers: 0 Arbiter: Martens        |                               |           |           | Koopmans, Amofa, M. Mulder 16', Matthys, J. Mulder, Bourard, Steijn, Breinburg, Kishna 77' ( Ćatić), Verheydt 89' ( Rottier), Besuijen RESERVEBANK: Schoonderwaldt, Asante, Komljenović, Seedorf, Severina | Van Crooij, Dekker, Van Dijck 62', Koglin, Janssen 72' ( Leliendal), Post , Van Rooijen 43', De Boer, Roemer 58' ( Verheijen), Braken 58' ( Smans), Schroijen RESERVEBANK: Zima, Verbong, J. Munsters, Henderikx, Essanoussi, Hajdaraj, Theuerzeit |  |
| Stadion: Cars Jeans Stadion, Den Haag Toeschouwers: 0 Arbiter: Martens        |                               |           |           | Koopmans, Amofa, M. Mulder 16', Matthys, J. Mulder, Bourard, Steijn, Breinburg, Kishna 77' ( Ćatić), Verheydt 89' ( Rottier), Besuijen RESERVEBANK: Schoonderwaldt, Asante, Komljenović, Seedorf, Severina | Van Crooij, Dekker, Van Dijck 62', Koglin, Janssen 72' ( Leliendal), Post , Van Rooijen 43', De Boer, Roemer 58' ( Verheijen), Braken 58' ( Smans), Schroijen RESERVEBANK: Zima, Verbong, J. Munsters, Henderikx, Essanoussi, Hajdaraj, Theuerzeit |  |
| Bijz.: Geen toeschouwers toegelaten t.g.v. nieuwe maatregelen coronapandemie. |                               |           |           | | |  |

Speelronde 16:
| vrijdag 19 november 2021, 20:00 | VVV-Venlo                  | 2-0 (1-0) | FC Eindhoven | Opstelling VVV-Venlo | Opstelling FC Eindhoven |  |
| Stadion: Stadion De Koel, Venlo Toeschouwers: 0 Arbiter: Oostrom                                                                          | Braken 42' Van Rooijen 61' |           |              | Van Crooij, Dekker, Van Dijck, Koglin 89', Janssen, Post , Smans 78' ( De Boer), Van Rooijen, Roemer 57' 84' ( Pachonik 90+4'), Braken 84' ( Sorga), Schroijen 74' ( Verheijen) RESERVEBANK: Zima, Verbong, Leliendal, Da Graca, J. Munsters, Essanoussi, Theuerzeit, Hajdaraj | Bertrams, Seedorf 66' ( De Meij), Peijnenburg, Amevor , Bogaers 86' ( Van Rosmalen), Van Son, Vermeulen, De Keersmaecker, Rácz 59' ( Dahlhaus 82'), Van der Sande 67', Sleegers RESERVEBANK: Borgmans, Otunze, Van Casand, Janssen, Van den Bos, Faber, Oostenbrink, Huybers |  |
| Stadion: Stadion De Koel, Venlo Toeschouwers: 0 Arbiter: Oostrom                                                                          |                            |           |              | Van Crooij, Dekker, Van Dijck, Koglin 89', Janssen, Post , Smans 78' ( De Boer), Van Rooijen, Roemer 57' 84' ( Pachonik 90+4'), Braken 84' ( Sorga), Schroijen 74' ( Verheijen) RESERVEBANK: Zima, Verbong, Leliendal, Da Graca, J. Munsters, Essanoussi, Theuerzeit, Hajdaraj | Bertrams, Seedorf 66' ( De Meij), Peijnenburg, Amevor , Bogaers 86' ( Van Rosmalen), Van Son, Vermeulen, De Keersmaecker, Rácz 59' ( Dahlhaus 82'), Van der Sande 67', Sleegers RESERVEBANK: Borgmans, Otunze, Van Casand, Janssen, Van den Bos, Faber, Oostenbrink, Huybers |  |
| Stadion: Stadion De Koel, Venlo Toeschouwers: 0 Arbiter: Oostrom                                                                          |                            |           |              | Van Crooij, Dekker, Van Dijck, Koglin 89', Janssen, Post , Smans 78' ( De Boer), Van Rooijen, Roemer 57' 84' ( Pachonik 90+4'), Braken 84' ( Sorga), Schroijen 74' ( Verheijen) RESERVEBANK: Zima, Verbong, Leliendal, Da Graca, J. Munsters, Essanoussi, Theuerzeit, Hajdaraj | Bertrams, Seedorf 66' ( De Meij), Peijnenburg, Amevor , Bogaers 86' ( Van Rosmalen), Van Son, Vermeulen, De Keersmaecker, Rácz 59' ( Dahlhaus 82'), Van der Sande 67', Sleegers RESERVEBANK: Borgmans, Otunze, Van Casand, Janssen, Van den Bos, Faber, Oostenbrink, Huybers |  |
| Bijz.: Geen toeschouwers toegelaten t.g.v. nieuwe maatregelen coronapandemie. 300e competitiewedstrijd Danny Post in het betaald voetbal. |                            |           |              | | |  |

Speelronde 17:
| vrijdag 26 november 2021, 20:00 | Roda JC Kerkrade | 0-0 (0-0) | VVV-Venlo | Opstelling Roda JC Kerkrade | Opstelling VVV-Venlo |  |
| Stadion: Parkstad Limburg Stadion, Kerkrade Toeschouwers: 0 Arbiter: Blank                                                                                     |                  |           |           | De Boer, Marzo, Joppen, Jensen , Absalem, Bouchouari, Emmers 75' ( Jubitana), Vossebelt 90+1', Pflücke, Vente, Limbombe 68' ( Cijntje) RESERVEBANK: Hamers, Vranken, Lambrix, Werker, Takidine, Schoonbrood, Livramento, Vijgen | Van Crooij, Pachonik, Van Dijck, Da Graca, Janssen, Post 19' ( De Boer), Smans 87' ( Theuerzeit), Van Rooijen, Roemer 46' ( Johansson 90' ( Leliendal)), Braken, Schroijen RESERVEBANK: Zima, Verbong, Dekker, J. Munsters, Henderikx, Essanoussi, Hajdaraj, Sorga |  |
| Stadion: Parkstad Limburg Stadion, Kerkrade Toeschouwers: 0 Arbiter: Blank                                                                                     |                  |           |           | De Boer, Marzo, Joppen, Jensen , Absalem, Bouchouari, Emmers 75' ( Jubitana), Vossebelt 90+1', Pflücke, Vente, Limbombe 68' ( Cijntje) RESERVEBANK: Hamers, Vranken, Lambrix, Werker, Takidine, Schoonbrood, Livramento, Vijgen | Van Crooij, Pachonik, Van Dijck, Da Graca, Janssen, Post 19' ( De Boer), Smans 87' ( Theuerzeit), Van Rooijen, Roemer 46' ( Johansson 90' ( Leliendal)), Braken, Schroijen RESERVEBANK: Zima, Verbong, Dekker, J. Munsters, Henderikx, Essanoussi, Hajdaraj, Sorga |  |
| Stadion: Parkstad Limburg Stadion, Kerkrade Toeschouwers: 0 Arbiter: Blank                                                                                     |                  |           |           | De Boer, Marzo, Joppen, Jensen , Absalem, Bouchouari, Emmers 75' ( Jubitana), Vossebelt 90+1', Pflücke, Vente, Limbombe 68' ( Cijntje) RESERVEBANK: Hamers, Vranken, Lambrix, Werker, Takidine, Schoonbrood, Livramento, Vijgen | Van Crooij, Pachonik, Van Dijck, Da Graca, Janssen, Post 19' ( De Boer), Smans 87' ( Theuerzeit), Van Rooijen, Roemer 46' ( Johansson 90' ( Leliendal)), Braken, Schroijen RESERVEBANK: Zima, Verbong, Dekker, J. Munsters, Henderikx, Essanoussi, Hajdaraj, Sorga |  |
| Bijz.: Geen toeschouwers toegelaten t.g.v. nieuwe maatregelen coronapandemie. Koglin automatisch geschorst vanwege 5e gele kaart. Competitiedebuut Theuerzeit. |                  |           |           | | |  |

Speelronde 18:
| vrijdag 3 december 2021, 20:00 | Telstar   | 1-3 (0-1) | VVV-Venlo                               | Opstelling Telstar | Opstelling VVV-Venlo |  |
| Stadion: BUKO Stadion, Velsen-Zuid Toeschouwers: 0 Arbiter: Pérez                                                                                | Aktaş 57' |           | 15' Van Rooijen 75' Koglin 90+2' Roemer | El Ouazzane, Zakir, Tugarinov, Aktaş 61', Berenstein 79' ( Liesdek), Van Wetten 86' ( Blackson), Dijkstra 68' ( Kökçü), Van Doorm, Vlijter, Plet , Smit 79' ( Van Velzen) RESERVEBANK: Doornbusch, Vink, Gemert, Molenaar, Vandermeulen, Bakker | Van Crooij 30' ( Zima), Pachonik, Van Dijck, Koglin , Janssen, De Boer 45', Smans 65' ( Essanoussi), Van Rooijen, Sorga 65' ( Roemer), Braken, Schroijen 75' ( Bastiaans) RESERVEBANK: Verbong, Da Graca, Dekker, J. Munsters, Henderikx, Leliendal, Hajdaraj, Theuerzeit |  |
| Stadion: BUKO Stadion, Velsen-Zuid Toeschouwers: 0 Arbiter: Pérez                                                                                |           |           |                                         | El Ouazzane, Zakir, Tugarinov, Aktaş 61', Berenstein 79' ( Liesdek), Van Wetten 86' ( Blackson), Dijkstra 68' ( Kökçü), Van Doorm, Vlijter, Plet , Smit 79' ( Van Velzen) RESERVEBANK: Doornbusch, Vink, Gemert, Molenaar, Vandermeulen, Bakker | Van Crooij 30' ( Zima), Pachonik, Van Dijck, Koglin , Janssen, De Boer 45', Smans 65' ( Essanoussi), Van Rooijen, Sorga 65' ( Roemer), Braken, Schroijen 75' ( Bastiaans) RESERVEBANK: Verbong, Da Graca, Dekker, J. Munsters, Henderikx, Leliendal, Hajdaraj, Theuerzeit |  |
| Stadion: BUKO Stadion, Velsen-Zuid Toeschouwers: 0 Arbiter: Pérez                                                                                |           |           |                                         | El Ouazzane, Zakir, Tugarinov, Aktaş 61', Berenstein 79' ( Liesdek), Van Wetten 86' ( Blackson), Dijkstra 68' ( Kökçü), Van Doorm, Vlijter, Plet , Smit 79' ( Van Velzen) RESERVEBANK: Doornbusch, Vink, Gemert, Molenaar, Vandermeulen, Bakker | Van Crooij 30' ( Zima), Pachonik, Van Dijck, Koglin , Janssen, De Boer 45', Smans 65' ( Essanoussi), Van Rooijen, Sorga 65' ( Roemer), Braken, Schroijen 75' ( Bastiaans) RESERVEBANK: Verbong, Da Graca, Dekker, J. Munsters, Henderikx, Leliendal, Hajdaraj, Theuerzeit |  |
| Bijz.: Verplaatst: oorspronkelijke datum zaterdag 4 december 2021, 16:30. Geen toeschouwers toegelaten t.g.v. nieuwe maatregelen coronapandemie. |           |           |                                         | | |  |

Speelronde 19:
| vrijdag 10 december 2021, 20:00                                               | VVV-Venlo         | 1-2 (1-0) | Jong FC Utrecht       | Opstelling VVV-Venlo | Opstelling Jong FC Utrecht |  |
| Stadion: Stadion De Koel, Venlo Toeschouwers: 0 Arbiter: Eijgelsheim          | Braken 24' (pen.) |           | 76' Venema 87' Venema | Van Crooij, Pachonik, Van Dijck, Koglin 90+2', Janssen, De Boer 66' ( Theuerzeit), Van Rooijen, Schroijen 77' ( Leliendal), Smans 46' ( Essanoussi), Braken 77' ( Hajdaraj), Roemer 61' ( Bastiaans) RESERVEBANK: Zima, Verbong, Munsters, Henderikx, Da Graca, Verheijen, Sorga | Gadellaa, Eersteling 84' ( Huizing), Kluivert 24' 46' ( Meissen), Mukeh, Çulhacı 76' ( Maddy), Van den Berg 68' ( Van der Kust), Rijks 76' ( Sanches Fernandes), Ikeshita, El Azrak, Venema , Sellouf RESERVEBANK: Van der Heijden, Van den Hoek, Bonsu |  |
| Stadion: Stadion De Koel, Venlo Toeschouwers: 0 Arbiter: Eijgelsheim          |                   |           |                       | Van Crooij, Pachonik, Van Dijck, Koglin 90+2', Janssen, De Boer 66' ( Theuerzeit), Van Rooijen, Schroijen 77' ( Leliendal), Smans 46' ( Essanoussi), Braken 77' ( Hajdaraj), Roemer 61' ( Bastiaans) RESERVEBANK: Zima, Verbong, Munsters, Henderikx, Da Graca, Verheijen, Sorga | Gadellaa, Eersteling 84' ( Huizing), Kluivert 24' 46' ( Meissen), Mukeh, Çulhacı 76' ( Maddy), Van den Berg 68' ( Van der Kust), Rijks 76' ( Sanches Fernandes), Ikeshita, El Azrak, Venema , Sellouf RESERVEBANK: Van der Heijden, Van den Hoek, Bonsu |  |
| Stadion: Stadion De Koel, Venlo Toeschouwers: 0 Arbiter: Eijgelsheim          |                   |           |                       | Van Crooij, Pachonik, Van Dijck, Koglin 90+2', Janssen, De Boer 66' ( Theuerzeit), Van Rooijen, Schroijen 77' ( Leliendal), Smans 46' ( Essanoussi), Braken 77' ( Hajdaraj), Roemer 61' ( Bastiaans) RESERVEBANK: Zima, Verbong, Munsters, Henderikx, Da Graca, Verheijen, Sorga | Gadellaa, Eersteling 84' ( Huizing), Kluivert 24' 46' ( Meissen), Mukeh, Çulhacı 76' ( Maddy), Van den Berg 68' ( Van der Kust), Rijks 76' ( Sanches Fernandes), Ikeshita, El Azrak, Venema , Sellouf RESERVEBANK: Van der Heijden, Van den Hoek, Bonsu |  |
| Bijz.: Geen toeschouwers toegelaten t.g.v. nieuwe maatregelen coronapandemie. |                   |           |                       | | |  |

Speelronde 20:
| vrijdag 17 december 2021, 20:00                                                                                     | VVV-Venlo                 | 2-3 (1-2) | TOP Oss                                     | Opstelling VVV-Venlo | Opstelling TOP Oss |  |
| Stadion: Stadion De Koel, Venlo Toeschouwers: 0 Arbiter: Rozendal                                                   | Van Rooijen 8' Braken 80' |           | 41' Pata 45+1' Stuy van den Herik 62' Tejan | Van Crooij, Pachonik 66' ( Da Graca), Van Dijck, Koglin, Janssen 37' 46' ( Leliendal), Van Rooijen, Dekker 46' ( De Boer), Essanoussi 77' ( Smans 87'), Roemer, Braken 61', Bastiaans 78' ( Schroijen) RESERVEBANK: Zima, Verbong, Munsters, Henderikx, Hajdaraj, Verheijen, Sorga | Alblas, Pata, Van Eijma, Lammers, Sylla, Kaak 55', Sanches, Stuy van den Herik , Guezen 73' ( Margaret 90+3' ( Fleuren)), Tejan, Margaritha RESERVEBANK: Van Meurs, Prinssen, Mathieu, Gootjes, De Smet, Damen, Leidsman, Büttner |  |
| Stadion: Stadion De Koel, Venlo Toeschouwers: 0 Arbiter: Rozendal                                                   |                           |           |                                             | Van Crooij, Pachonik 66' ( Da Graca), Van Dijck, Koglin, Janssen 37' 46' ( Leliendal), Van Rooijen, Dekker 46' ( De Boer), Essanoussi 77' ( Smans 87'), Roemer, Braken 61', Bastiaans 78' ( Schroijen) RESERVEBANK: Zima, Verbong, Munsters, Henderikx, Hajdaraj, Verheijen, Sorga | Alblas, Pata, Van Eijma, Lammers, Sylla, Kaak 55', Sanches, Stuy van den Herik , Guezen 73' ( Margaret 90+3' ( Fleuren)), Tejan, Margaritha RESERVEBANK: Van Meurs, Prinssen, Mathieu, Gootjes, De Smet, Damen, Leidsman, Büttner |  |
| Stadion: Stadion De Koel, Venlo Toeschouwers: 0 Arbiter: Rozendal                                                   |                           |           |                                             | Van Crooij, Pachonik 66' ( Da Graca), Van Dijck, Koglin, Janssen 37' 46' ( Leliendal), Van Rooijen, Dekker 46' ( De Boer), Essanoussi 77' ( Smans 87'), Roemer, Braken 61', Bastiaans 78' ( Schroijen) RESERVEBANK: Zima, Verbong, Munsters, Henderikx, Hajdaraj, Verheijen, Sorga | Alblas, Pata, Van Eijma, Lammers, Sylla, Kaak 55', Sanches, Stuy van den Herik , Guezen 73' ( Margaret 90+3' ( Fleuren)), Tejan, Margaritha RESERVEBANK: Van Meurs, Prinssen, Mathieu, Gootjes, De Smet, Damen, Leidsman, Büttner |  |
| Bijz.: Geen toeschouwers toegelaten t.g.v. nieuwe maatregelen coronapandemie. Laatste wedstrijd voor de winterstop. |                           |           |                                             | | |  |

Speelronde 21:
| zondag 9 januari 2022, 16:45 | De Graafschap     | 1-2 (0-1) | VVV-Venlo                | Opstelling De Graafschap | Opstelling VVV-Venlo |  |
| Stadion: De Vijverberg, Doetinchem Toeschouwers: 0 Arbiter: Ruperti                                                                                 | Van de Pavert 58' |           | 40' Bastiaans 73' Venema | Jurjus, Lelieveld 65', Van Heertum, Van de Pavert 52', Baas, Dekker 77' ( Lieftink), Opoku, Schuurman, Acheffay, Haen 78' ( Gravenberch), Korte 70' ( Brittijn) RESERVEBANK: Van den Dam, Wieggers, Hilderink, Bouihrouchane, Kleinpenning, Neghli, Vergara | Van Crooij, Pachonik, Da Graca, Koglin 67', Janssen, Van Dijck, De Boer, Schroijen, Bastiaans 79' ( Smans), Venema, Essanoussi 60' ( Theuerzeit 88' ( Hajdaraj)) RESERVEBANK: Zima, Verbong, Henderikx, Leliendal, J. Munsters, Johansson, Verheijen |  |
| Stadion: De Vijverberg, Doetinchem Toeschouwers: 0 Arbiter: Ruperti                                                                                 |                   |           |                          | Jurjus, Lelieveld 65', Van Heertum, Van de Pavert 52', Baas, Dekker 77' ( Lieftink), Opoku, Schuurman, Acheffay, Haen 78' ( Gravenberch), Korte 70' ( Brittijn) RESERVEBANK: Van den Dam, Wieggers, Hilderink, Bouihrouchane, Kleinpenning, Neghli, Vergara | Van Crooij, Pachonik, Da Graca, Koglin 67', Janssen, Van Dijck, De Boer, Schroijen, Bastiaans 79' ( Smans), Venema, Essanoussi 60' ( Theuerzeit 88' ( Hajdaraj)) RESERVEBANK: Zima, Verbong, Henderikx, Leliendal, J. Munsters, Johansson, Verheijen |  |
| Stadion: De Vijverberg, Doetinchem Toeschouwers: 0 Arbiter: Ruperti                                                                                 |                   |           |                          | Jurjus, Lelieveld 65', Van Heertum, Van de Pavert 52', Baas, Dekker 77' ( Lieftink), Opoku, Schuurman, Acheffay, Haen 78' ( Gravenberch), Korte 70' ( Brittijn) RESERVEBANK: Van den Dam, Wieggers, Hilderink, Bouihrouchane, Kleinpenning, Neghli, Vergara | Van Crooij, Pachonik, Da Graca, Koglin 67', Janssen, Van Dijck, De Boer, Schroijen, Bastiaans 79' ( Smans), Venema, Essanoussi 60' ( Theuerzeit 88' ( Hajdaraj)) RESERVEBANK: Zima, Verbong, Henderikx, Leliendal, J. Munsters, Johansson, Verheijen |  |
| Bijz.: Eerste competitiewedstrijd na de winterstop. Geen toeschouwers toegelaten t.g.v. nieuwe maatregelen coronapandemie. Competitiedebuut Venema. |                   |           |                          | | |  |

| vrijdag 14 januari 2022, 20:00                                                | VVV-Venlo  | 1-4 (1-1) | Jong PSV                                                   | Opstelling VVV-Venlo | Opstelling Jong PSV |  |
| Stadion: Stadion De Koel, Venlo Toeschouwers: 0 Arbiter: Cantineau            | Koglin 24' |           | 35' Bakayoko 52' (pen.) Bakayoko 68' Bakayoko 84' Bakayoko | Van Crooij, Pachonik 83' ( Roemer), Da Graca 29', Koglin , Janssen 41', Van Dijck, De Boer, Schroijen 72' ( Braken), Bastiaans 60' ( Johansson), Venema, Essanoussi 46' ( Smans) RESERVEBANK: Zima, Verbong, J. Munsters, Henderickx, Leliendal, Hajdaraj, Verheijen | Delanghe, Comenencia 55', Leysen, Vos , Markelo, Kjølø, Nassoh 63' ( Priske), Saibari 85' ( Timan), Bakayoko 90+1' ( Babadi), Colyn 85' ( Matuta), N. Thomas 46' ( Sealy 89') RESERVEBANK: Peersman, Bodak, Dams, Bahadır, Doudah, Jiménez, Touré |  |
| Stadion: Stadion De Koel, Venlo Toeschouwers: 0 Arbiter: Cantineau            |            |           |                                                            | Van Crooij, Pachonik 83' ( Roemer), Da Graca 29', Koglin , Janssen 41', Van Dijck, De Boer, Schroijen 72' ( Braken), Bastiaans 60' ( Johansson), Venema, Essanoussi 46' ( Smans) RESERVEBANK: Zima, Verbong, J. Munsters, Henderickx, Leliendal, Hajdaraj, Verheijen | Delanghe, Comenencia 55', Leysen, Vos , Markelo, Kjølø, Nassoh 63' ( Priske), Saibari 85' ( Timan), Bakayoko 90+1' ( Babadi), Colyn 85' ( Matuta), N. Thomas 46' ( Sealy 89') RESERVEBANK: Peersman, Bodak, Dams, Bahadır, Doudah, Jiménez, Touré |  |
| Stadion: Stadion De Koel, Venlo Toeschouwers: 0 Arbiter: Cantineau            |            |           |                                                            | Van Crooij, Pachonik 83' ( Roemer), Da Graca 29', Koglin , Janssen 41', Van Dijck, De Boer, Schroijen 72' ( Braken), Bastiaans 60' ( Johansson), Venema, Essanoussi 46' ( Smans) RESERVEBANK: Zima, Verbong, J. Munsters, Henderickx, Leliendal, Hajdaraj, Verheijen | Delanghe, Comenencia 55', Leysen, Vos , Markelo, Kjølø, Nassoh 63' ( Priske), Saibari 85' ( Timan), Bakayoko 90+1' ( Babadi), Colyn 85' ( Matuta), N. Thomas 46' ( Sealy 89') RESERVEBANK: Peersman, Bodak, Dams, Bahadır, Doudah, Jiménez, Touré |  |
| Bijz.: Geen toeschouwers toegelaten t.g.v. nieuwe maatregelen coronapandemie. |            |           |                                                            | | |  |

Speelronde 23:
| vrijdag 21 januari 2022, 20:00                                                                           | Jong AZ                                          | 2-0 (1-0) | VVV-Venlo | Opstelling Jong AZ | Opstelling VVV-Venlo |  |
| Stadion: AFAS Trainingscomplex, Wijdewormer Toeschouwers: 0 Arbiter: Dröge                               | Van Brederode 15' De Jong 27' (pen.) De Jong 54' |           |           | Reus, Berkhout, Engel 38', Dirks, Sedláček, Griffith , De Jong, Franken, Van Brederode 82' ( Kewal 90+4'), Schouten 51' 71' ( Twisk), Meerdink 81' ( Allouch) RESERVEBANK: Deen, Van Aken, Goes, Dekkers, Koster | Zima, Pachonik, Koglin 90+4', Da Graca 67' ( Van Dijck 75'), Janssen, Essanoussi 46' ( Titulaer), De Boer 82' ( Smans), J. Munsters, Roemer 46' ( Braken), Venema, Johansson RESERVEBANK: Verbong, Craenmehr, Dekker, Henderikx, Schroijen |  |
| Stadion: AFAS Trainingscomplex, Wijdewormer Toeschouwers: 0 Arbiter: Dröge                               |                                                  |           |           | Reus, Berkhout, Engel 38', Dirks, Sedláček, Griffith , De Jong, Franken, Van Brederode 82' ( Kewal 90+4'), Schouten 51' 71' ( Twisk), Meerdink 81' ( Allouch) RESERVEBANK: Deen, Van Aken, Goes, Dekkers, Koster | Zima, Pachonik, Koglin 90+4', Da Graca 67' ( Van Dijck 75'), Janssen, Essanoussi 46' ( Titulaer), De Boer 82' ( Smans), J. Munsters, Roemer 46' ( Braken), Venema, Johansson RESERVEBANK: Verbong, Craenmehr, Dekker, Henderikx, Schroijen |  |
| Stadion: AFAS Trainingscomplex, Wijdewormer Toeschouwers: 0 Arbiter: Dröge                               |                                                  |           |           | Reus, Berkhout, Engel 38', Dirks, Sedláček, Griffith , De Jong, Franken, Van Brederode 82' ( Kewal 90+4'), Schouten 51' 71' ( Twisk), Meerdink 81' ( Allouch) RESERVEBANK: Deen, Van Aken, Goes, Dekkers, Koster | Zima, Pachonik, Koglin 90+4', Da Graca 67' ( Van Dijck 75'), Janssen, Essanoussi 46' ( Titulaer), De Boer 82' ( Smans), J. Munsters, Roemer 46' ( Braken), Venema, Johansson RESERVEBANK: Verbong, Craenmehr, Dekker, Henderikx, Schroijen |  |
| Bijz.: Geen toeschouwers toegelaten t.g.v. nieuwe maatregelen coronapandemie. Competitiedebuut Titulaer. |                                                  |           |           | | |  |

Speelronde 24:
| zondag 30 januari 2022, 12:15                                                                         | VVV-Venlo                                                            | 4-2 (1-0) | FC Dordrecht               | Opstelling VVV-Venlo | Opstelling FC Dordrecht |  |
| Stadion: Stadion De Koel, Venlo Toeschouwers: 2.200 Arbiter: Pérez                                    | Venema 29' Venema 48' (pen.) El Azrak 58' Schroijen 88' Braken 90+1' |           | 68' Agrafiotis 79' N'Diaye | Van Crooij, Pachonik, Van Dijck 77', Koglin , Janssen, Dekker 85' ( J. Munsters 89'), El Azrak 73', De Boer 24', Schroijen 90+2' ( Titulaer), Venema 70' ( Braken), Johansson 70' ( Roemer) RESERVEBANK: Zima, Verbong, Henderickx, Essanoussi, Hajdaraj, Verheijen | Bossin, Mannes 47', Van Huizen 73', Van der Avert 64' ( Agrafiotis), Savastano, Zehir 73', Pascu 85' ( Miceli 86'), Schuurman 54' ( Suray), Conteh, Meijer, Donkor 64' ( N'Diaye 89') RESERVEBANK: Koorevaar, Biberoğlu, Wielzen |  |
| Stadion: Stadion De Koel, Venlo Toeschouwers: 2.200 Arbiter: Pérez                                    |                                                                      |           |                            | Van Crooij, Pachonik, Van Dijck 77', Koglin , Janssen, Dekker 85' ( J. Munsters 89'), El Azrak 73', De Boer 24', Schroijen 90+2' ( Titulaer), Venema 70' ( Braken), Johansson 70' ( Roemer) RESERVEBANK: Zima, Verbong, Henderickx, Essanoussi, Hajdaraj, Verheijen | Bossin, Mannes 47', Van Huizen 73', Van der Avert 64' ( Agrafiotis), Savastano, Zehir 73', Pascu 85' ( Miceli 86'), Schuurman 54' ( Suray), Conteh, Meijer, Donkor 64' ( N'Diaye 89') RESERVEBANK: Koorevaar, Biberoğlu, Wielzen |  |
| Stadion: Stadion De Koel, Venlo Toeschouwers: 2.200 Arbiter: Pérez                                    |                                                                      |           |                            | Van Crooij, Pachonik, Van Dijck 77', Koglin , Janssen, Dekker 85' ( J. Munsters 89'), El Azrak 73', De Boer 24', Schroijen 90+2' ( Titulaer), Venema 70' ( Braken), Johansson 70' ( Roemer) RESERVEBANK: Zima, Verbong, Henderickx, Essanoussi, Hajdaraj, Verheijen | Bossin, Mannes 47', Van Huizen 73', Van der Avert 64' ( Agrafiotis), Savastano, Zehir 73', Pascu 85' ( Miceli 86'), Schuurman 54' ( Suray), Conteh, Meijer, Donkor 64' ( N'Diaye 89') RESERVEBANK: Koorevaar, Biberoğlu, Wielzen |  |
| Bijz.: Beperkte toeschouwerscapaciteit (max. 2.730) t.g.v. coronapandemie. Competitiedebuut El Azrak. |                                                                      |           |                            | | |  |

Speelronde 25:
| vrijdag 4 februari 2022, 20:00                                                                                 | MVV Maastricht | 0-5 (0-4) | VVV-Venlo                                                   | Opstelling MVV Maastricht | Opstelling VVV-Venlo |  |
| Stadion: De Geusselt, Maastricht Toeschouwers: 3.200 Arbiter: Blank                                            |                |           | 3' El Azrak 14' El Azrak 40' El Azrak 43' Venema 72' Braken | Matthys, T. Zeegers 60' ( Malungu), R. Zeegers, Džepar , Schenk 73' ( Mabani), Bösing, Labylle 46' ( Kleinen), Penders 81' ( Van Bommel), Ntelo 46' ( Lake), Kastrati, Remans RESERVEBANK: Van Kouwen, Wehking, Yegen, Visser, Mami | Van Crooij, Pachonik 31', Koglin , Dirks, Janssen, Dekker 82' ( Essanoussi), El Azrak 81' ( Van Dijck), Sedláček, Schroijen 70' ( Roemer), Venema 75' ( Titulaer), Johansson 70' ( Braken) RESERVEBANK: Zima, Verbong, J. Munsters, Henderickx |  |
| Stadion: De Geusselt, Maastricht Toeschouwers: 3.200 Arbiter: Blank                                            |                |           |                                                             | Matthys, T. Zeegers 60' ( Malungu), R. Zeegers, Džepar , Schenk 73' ( Mabani), Bösing, Labylle 46' ( Kleinen), Penders 81' ( Van Bommel), Ntelo 46' ( Lake), Kastrati, Remans RESERVEBANK: Van Kouwen, Wehking, Yegen, Visser, Mami | Van Crooij, Pachonik 31', Koglin , Dirks, Janssen, Dekker 82' ( Essanoussi), El Azrak 81' ( Van Dijck), Sedláček, Schroijen 70' ( Roemer), Venema 75' ( Titulaer), Johansson 70' ( Braken) RESERVEBANK: Zima, Verbong, J. Munsters, Henderickx |  |
| Stadion: De Geusselt, Maastricht Toeschouwers: 3.200 Arbiter: Blank                                            |                |           |                                                             | Matthys, T. Zeegers 60' ( Malungu), R. Zeegers, Džepar , Schenk 73' ( Mabani), Bösing, Labylle 46' ( Kleinen), Penders 81' ( Van Bommel), Ntelo 46' ( Lake), Kastrati, Remans RESERVEBANK: Van Kouwen, Wehking, Yegen, Visser, Mami | Van Crooij, Pachonik 31', Koglin , Dirks, Janssen, Dekker 82' ( Essanoussi), El Azrak 81' ( Van Dijck), Sedláček, Schroijen 70' ( Roemer), Venema 75' ( Titulaer), Johansson 70' ( Braken) RESERVEBANK: Zima, Verbong, J. Munsters, Henderickx |  |
| Bijz.: Beperkte toeschouwerscapaciteit (max. 3.200) t.g.v. coronapandemie. Competitiedebuut Dirks en Sedláček. |                |           |                                                             | | |  |

Speelronde 26:
| zondag 13 februari 2022, 14:30                                                                                                | VVV-Venlo  | 1-1 (1-1) | Roda JC Kerkrade | Opstelling VVV-Venlo | Opstelling Roda JC Kerkrade |  |
| Stadion: Stadion De Koel, Venlo Toeschouwers: 2.730 Arbiter: Kamphuis                                                         | Venema 30' |           | 27' Vente        | Van Crooij, Pachonik, Koglin 15', Dirks, Janssen, Dekker 15' ( De Boer 72' ( Braken)), El Azrak, Sedláček, Schroijen 72' ( Theuerzeit 90+1'), Venema, Johansson 55' ( Roemer) RESERVEBANK: Zima, Verbong, Van Dijck, J. Munsters, Verheijen, Essanoussi | De Boer, Marzo, Joppen 63', Jensen 45+4', Absalem 5', Bouchouari 62' ( Amissi), Van den Berg 83' ( Altman), Klaasen, Limbombe 83' ( Mpie), Vente, Pflücke RESERVEBANK: Hamers, Vranken, Lambrix, Werker, Emmers, Vijgen |  |
| Stadion: Stadion De Koel, Venlo Toeschouwers: 2.730 Arbiter: Kamphuis                                                         |            |           |                  | Van Crooij, Pachonik, Koglin 15', Dirks, Janssen, Dekker 15' ( De Boer 72' ( Braken)), El Azrak, Sedláček, Schroijen 72' ( Theuerzeit 90+1'), Venema, Johansson 55' ( Roemer) RESERVEBANK: Zima, Verbong, Van Dijck, J. Munsters, Verheijen, Essanoussi | De Boer, Marzo, Joppen 63', Jensen 45+4', Absalem 5', Bouchouari 62' ( Amissi), Van den Berg 83' ( Altman), Klaasen, Limbombe 83' ( Mpie), Vente, Pflücke RESERVEBANK: Hamers, Vranken, Lambrix, Werker, Emmers, Vijgen |  |
| Stadion: Stadion De Koel, Venlo Toeschouwers: 2.730 Arbiter: Kamphuis                                                         |            |           |                  | Van Crooij, Pachonik, Koglin 15', Dirks, Janssen, Dekker 15' ( De Boer 72' ( Braken)), El Azrak, Sedláček, Schroijen 72' ( Theuerzeit 90+1'), Venema, Johansson 55' ( Roemer) RESERVEBANK: Zima, Verbong, Van Dijck, J. Munsters, Verheijen, Essanoussi | De Boer, Marzo, Joppen 63', Jensen 45+4', Absalem 5', Bouchouari 62' ( Amissi), Van den Berg 83' ( Altman), Klaasen, Limbombe 83' ( Mpie), Vente, Pflücke RESERVEBANK: Hamers, Vranken, Lambrix, Werker, Emmers, Vijgen |  |
| Bijz.: Beperkte toeschouwerscapaciteit (max. 2.730) t.g.v. coronapandemie. Gele kaart voor trainer Streppel in de 71e minuut. |            |           |                  | | |  |

Speelronde 27:
| vrijdag 18 februari 2022, 20:00                           | Helmond Sport |  | VVV-Venlo | Opstelling Helmond Sport | Opstelling VVV-Venlo |
| Stadion: SolarUnie Stadion, Helmond Arbiter: Gerrets      |               |  |           |                          |                      |
|                                                           |               |  |           |                          |                      |
|                                                           |               |  |           |                          |                      |
| Bijz.: Afgelast op 18 februari 2022 vanwege Storm Eunice. |               |  |           |                          |                      |

Speelronde 28:
| vrijdag 25 februari 2022, 20:00                                        | Almere City FC | 0-1 (0-1) | VVV-Venlo       | Opstelling Almere City FC | Opstelling VVV-Venlo |  |
| Stadion: Yanmar Stadion, Almere Toeschouwers: 2.467 Arbiter: Nagtegaal |                |           | 23' (e.d.) Post | Bakker, Van Vlerken, Leeuwin 46' ( Helstrup), Jacobs 84', Poll, Post 73' ( Arweiler), Esajas 63' ( Resink), Duijvestijn, Puriel 79' ( Van Leeuwen), Wildeboer 46' ( Pouwels), Van Hoeven 46' ( Alhaft) RESERVEBANK: Keller, Ritmeester van de Kamp, Hoogenboom, Bouyaghlafen, Zimmerman | Van Crooij, Pachonik, Koglin , Dirks, Janssen, De Boer, El Azrak 88' ( Van Dijck), Sedláček, Schroijen 77' ( Roemer), Venema 84' 90+1' ( Verheijen), Johansson RESERVEBANK: Zima, Verbong, Ngobi, Essanoussi, Hajdaraj |  |
| Stadion: Yanmar Stadion, Almere Toeschouwers: 2.467 Arbiter: Nagtegaal |                |           |                 | Bakker, Van Vlerken, Leeuwin 46' ( Helstrup), Jacobs 84', Poll, Post 73' ( Arweiler), Esajas 63' ( Resink), Duijvestijn, Puriel 79' ( Van Leeuwen), Wildeboer 46' ( Pouwels), Van Hoeven 46' ( Alhaft) RESERVEBANK: Keller, Ritmeester van de Kamp, Hoogenboom, Bouyaghlafen, Zimmerman | Van Crooij, Pachonik, Koglin , Dirks, Janssen, De Boer, El Azrak 88' ( Van Dijck), Sedláček, Schroijen 77' ( Roemer), Venema 84' 90+1' ( Verheijen), Johansson RESERVEBANK: Zima, Verbong, Ngobi, Essanoussi, Hajdaraj |  |
| Stadion: Yanmar Stadion, Almere Toeschouwers: 2.467 Arbiter: Nagtegaal |                |           |                 | Bakker, Van Vlerken, Leeuwin 46' ( Helstrup), Jacobs 84', Poll, Post 73' ( Arweiler), Esajas 63' ( Resink), Duijvestijn, Puriel 79' ( Van Leeuwen), Wildeboer 46' ( Pouwels), Van Hoeven 46' ( Alhaft) RESERVEBANK: Keller, Ritmeester van de Kamp, Hoogenboom, Bouyaghlafen, Zimmerman | Van Crooij, Pachonik, Koglin , Dirks, Janssen, De Boer, El Azrak 88' ( Van Dijck), Sedláček, Schroijen 77' ( Roemer), Venema 84' 90+1' ( Verheijen), Johansson RESERVEBANK: Zima, Verbong, Ngobi, Essanoussi, Hajdaraj |  |
|                                                                        |                |           |                 | | |  |

Speelronde 29:
| vrijdag 4 maart 2022, 20:00                                           | VVV-Venlo | 0-0 (0-0) | FC Volendam | Opstelling VVV-Venlo | Opstelling FC Volendam |  |
| Stadion: Stadion De Koel, Venlo Toeschouwers: 5.100 Arbiter: Lindhout |           |           |             | Van Crooij, Pachonik, Koglin , Dirks 26', Janssen 88', De Boer 40', 84', El Azrak 86' ( Van Rooijen), Sedláček 10' ( Van Dijck), Schroijen, Venema 86' ( Braken), Johansson 73' ( Roemer) RESERVEBANK: Zima, Craenmehr, Ngobi, Verheijen, Hajdaraj, Essanoussi | Lauwers, Buur 46' ( Antonucci), Benamar, Mirani , James 40' 68' ( Vertrouwd), W. Ould-Chikh 71' ( Visser), Oristanio, Deul 58', B. Ould-Chikh 83' ( El Kadiri), Mühren, Van Mieghem RESERVEBANK: Vlak, Hilton, Eerdhuijzen, Twigt, A. Plat, Ben Sallam, Kaars, Beers |  |
| Stadion: Stadion De Koel, Venlo Toeschouwers: 5.100 Arbiter: Lindhout |           |           |             | Van Crooij, Pachonik, Koglin , Dirks 26', Janssen 88', De Boer 40', 84', El Azrak 86' ( Van Rooijen), Sedláček 10' ( Van Dijck), Schroijen, Venema 86' ( Braken), Johansson 73' ( Roemer) RESERVEBANK: Zima, Craenmehr, Ngobi, Verheijen, Hajdaraj, Essanoussi | Lauwers, Buur 46' ( Antonucci), Benamar, Mirani , James 40' 68' ( Vertrouwd), W. Ould-Chikh 71' ( Visser), Oristanio, Deul 58', B. Ould-Chikh 83' ( El Kadiri), Mühren, Van Mieghem RESERVEBANK: Vlak, Hilton, Eerdhuijzen, Twigt, A. Plat, Ben Sallam, Kaars, Beers |  |
| Stadion: Stadion De Koel, Venlo Toeschouwers: 5.100 Arbiter: Lindhout |           |           |             | Van Crooij, Pachonik, Koglin , Dirks 26', Janssen 88', De Boer 40', 84', El Azrak 86' ( Van Rooijen), Sedláček 10' ( Van Dijck), Schroijen, Venema 86' ( Braken), Johansson 73' ( Roemer) RESERVEBANK: Zima, Craenmehr, Ngobi, Verheijen, Hajdaraj, Essanoussi | Lauwers, Buur 46' ( Antonucci), Benamar, Mirani , James 40' 68' ( Vertrouwd), W. Ould-Chikh 71' ( Visser), Oristanio, Deul 58', B. Ould-Chikh 83' ( El Kadiri), Mühren, Van Mieghem RESERVEBANK: Vlak, Hilton, Eerdhuijzen, Twigt, A. Plat, Ben Sallam, Kaars, Beers |  |
|                                                                       |           |           |             | | |  |

Speelronde 30:
| vrijdag 11 maart 2022, 20:00                                             | FC Eindhoven                                         | 4-0 (2-0) | VVV-Venlo | Opstelling FC Eindhoven | Opstelling VVV-Venlo |  |
| Stadion: Jan Louwers Stadion, Eindhoven Toeschouwers: 2.731 Arbiter: Bos | Brym 20' Dahlhaus 23' Dahlhaus 57' Van der Sande 88' |           |           | Bertrams, Vermeulen, Amevor , Peijnenburg, Bogaers, Verreth 84' ( Oostenbrink), De Keersmaecker 78' ( Van Son), Dahlhaus 64' 72' ( Seedorf), Van der Sande, Sleegers 78' ( Van Rosmalen), Brym 46' ( Rácz) RESERVEBANK: Borgmans, Otunze, Ogenia, Huybers, De Meij | Van Crooij, Pachonik, Koglin , Dirks 22' 74' ( J. Munsters), Janssen, Van Dijck 74', El Azrak, Johansson 84' ( Verheijen), Schroijen 63' ( Van Rooijen), Braken 63' ( Roemer), Venema RESERVEBANK: Zima, Craenmehr, Ngobi, Essanoussi, Hajdaraj |  |
| Stadion: Jan Louwers Stadion, Eindhoven Toeschouwers: 2.731 Arbiter: Bos |                                                      |           |           | Bertrams, Vermeulen, Amevor , Peijnenburg, Bogaers, Verreth 84' ( Oostenbrink), De Keersmaecker 78' ( Van Son), Dahlhaus 64' 72' ( Seedorf), Van der Sande, Sleegers 78' ( Van Rosmalen), Brym 46' ( Rácz) RESERVEBANK: Borgmans, Otunze, Ogenia, Huybers, De Meij | Van Crooij, Pachonik, Koglin , Dirks 22' 74' ( J. Munsters), Janssen, Van Dijck 74', El Azrak, Johansson 84' ( Verheijen), Schroijen 63' ( Van Rooijen), Braken 63' ( Roemer), Venema RESERVEBANK: Zima, Craenmehr, Ngobi, Essanoussi, Hajdaraj |  |
| Stadion: Jan Louwers Stadion, Eindhoven Toeschouwers: 2.731 Arbiter: Bos |                                                      |           |           | Bertrams, Vermeulen, Amevor , Peijnenburg, Bogaers, Verreth 84' ( Oostenbrink), De Keersmaecker 78' ( Van Son), Dahlhaus 64' 72' ( Seedorf), Van der Sande, Sleegers 78' ( Van Rosmalen), Brym 46' ( Rácz) RESERVEBANK: Borgmans, Otunze, Ogenia, Huybers, De Meij | Van Crooij, Pachonik, Koglin , Dirks 22' 74' ( J. Munsters), Janssen, Van Dijck 74', El Azrak, Johansson 84' ( Verheijen), Schroijen 63' ( Van Rooijen), Braken 63' ( Roemer), Venema RESERVEBANK: Zima, Craenmehr, Ngobi, Essanoussi, Hajdaraj |  |
| Bijz.: De Boer automatisch geschorst vanwege rode kaart.                 |                                                      |           |           | | |  |

Inhaalwedstrijd:
| maandag 14 maart 2022, 20:00                                             | Helmond Sport | 0-3 (0-1) | VVV-Venlo                           | Opstelling Helmond Sport | Opstelling VVV-Venlo |  |
| Stadion: SolarUnie Stadion, Helmond Toeschouwers: 1.906 Arbiter: Gerrets |               |           | 45' Johansson 63' Venema 82' Venema | Havekotte, Reith, Fosu-Mensah, Van der Meer , Bukusu 73' ( Bosiers), De Bie 64' ( Beekman), Defise, Van Hove 70' ( Van der Sluys), Vereijken 20', 23', Hendrikx 46' ( Bastiaans), Van Landschoot RESERVEBANK: Mantel, Azmi, Nshimirimana | Van Crooij, Ngobi, Van Dijck 86' ( Essanoussi), Dirks, Janssen, Van Rooijen 46' ( J. Munsters), Johansson 52' 64' ( Roemer), De Boer, Schroijen, Braken, Venema 86' ( Verheijen) RESERVEBANK: Zima, Craenmehr, Jacobs |  |
| Stadion: SolarUnie Stadion, Helmond Toeschouwers: 1.906 Arbiter: Gerrets |               |           |                                     | Havekotte, Reith, Fosu-Mensah, Van der Meer , Bukusu 73' ( Bosiers), De Bie 64' ( Beekman), Defise, Van Hove 70' ( Van der Sluys), Vereijken 20', 23', Hendrikx 46' ( Bastiaans), Van Landschoot RESERVEBANK: Mantel, Azmi, Nshimirimana | Van Crooij, Ngobi, Van Dijck 86' ( Essanoussi), Dirks, Janssen, Van Rooijen 46' ( J. Munsters), Johansson 52' 64' ( Roemer), De Boer, Schroijen, Braken, Venema 86' ( Verheijen) RESERVEBANK: Zima, Craenmehr, Jacobs |  |
| Stadion: SolarUnie Stadion, Helmond Toeschouwers: 1.906 Arbiter: Gerrets |               |           |                                     | Havekotte, Reith, Fosu-Mensah, Van der Meer , Bukusu 73' ( Bosiers), De Bie 64' ( Beekman), Defise, Van Hove 70' ( Van der Sluys), Vereijken 20', 23', Hendrikx 46' ( Bastiaans), Van Landschoot RESERVEBANK: Mantel, Azmi, Nshimirimana | Van Crooij, Ngobi, Van Dijck 86' ( Essanoussi), Dirks, Janssen, Van Rooijen 46' ( J. Munsters), Johansson 52' 64' ( Roemer), De Boer, Schroijen, Braken, Venema 86' ( Verheijen) RESERVEBANK: Zima, Craenmehr, Jacobs |  |
| Bijz.: Competitiedebuut Ngobi.                                           |               |           |                                     | | |  |

Speelronde 31:
| zaterdag 19 maart 2022, 16:30                                                                              | VVV-Venlo | 0-2 (0-0) | FC Emmen                                       | Opstelling VVV-Venlo | Opstelling FC Emmen |  |
| Stadion: Stadion De Koel, Venlo Toeschouwers: 7.856 Arbiter: Pérez                                         |           |           | 3' (pen.) Kharchouch 67' Mendes 90+2' Toufiqui | Van Crooij, Pachonik, Koglin , Dirks 40', Janssen, Van Rooijen 50' ( Ngobi 69'), El Azrak, De Boer 77' ( Braken), Roemer, Venema, Schroijen 77' ( Van Dijck) RESERVEBANK: Zima, Craenmehr, J. Munsters, N. Munsters | Brouwer, Luzayadio 57' ( Apau), Veendorp, Araujo, Burnet 84' ( Hardeveld), Mendes, El Azzouzi, Vlak , Van Ooijen 37' 66' ( Toufiqui), Kharchouch, Assehnoun RESERVEBANK: Van Dorp, Groothuizen, Van Kaam, Miguel, Dirksen, Hoffrogge, Bernadou, Scholte |  |
| Stadion: Stadion De Koel, Venlo Toeschouwers: 7.856 Arbiter: Pérez                                         |           |           |                                                | Van Crooij, Pachonik, Koglin , Dirks 40', Janssen, Van Rooijen 50' ( Ngobi 69'), El Azrak, De Boer 77' ( Braken), Roemer, Venema, Schroijen 77' ( Van Dijck) RESERVEBANK: Zima, Craenmehr, J. Munsters, N. Munsters | Brouwer, Luzayadio 57' ( Apau), Veendorp, Araujo, Burnet 84' ( Hardeveld), Mendes, El Azzouzi, Vlak , Van Ooijen 37' 66' ( Toufiqui), Kharchouch, Assehnoun RESERVEBANK: Van Dorp, Groothuizen, Van Kaam, Miguel, Dirksen, Hoffrogge, Bernadou, Scholte |  |
| Stadion: Stadion De Koel, Venlo Toeschouwers: 7.856 Arbiter: Pérez                                         |           |           |                                                | Van Crooij, Pachonik, Koglin , Dirks 40', Janssen, Van Rooijen 50' ( Ngobi 69'), El Azrak, De Boer 77' ( Braken), Roemer, Venema, Schroijen 77' ( Van Dijck) RESERVEBANK: Zima, Craenmehr, J. Munsters, N. Munsters | Brouwer, Luzayadio 57' ( Apau), Veendorp, Araujo, Burnet 84' ( Hardeveld), Mendes, El Azzouzi, Vlak , Van Ooijen 37' 66' ( Toufiqui), Kharchouch, Assehnoun RESERVEBANK: Van Dorp, Groothuizen, Van Kaam, Miguel, Dirksen, Hoffrogge, Bernadou, Scholte |  |
| Bijz.: Verplaatst: oorspronkelijke datum vrijdag 18 maart 2022, 20:00. 50e verjaardag van Stadion De Koel. |           |           |                                                | | |  |

Speelronde 32:
| zaterdag 26 maart 2022, 16:30 | FC Den Bosch | 0-0 (0-0) | VVV-Venlo | Opstelling FC Den Bosch | Opstelling VVV-Venlo |  |
| Stadion: De Vliert, 's-Hertogenbosch Toeschouwers: 3.782 Arbiter: Vereijken                                                                              |              |           |           | Van der Steen , Mulders 68' ( Van Beijnen), Maas, Van der Winden, Douglas, Maguire, Leijten 82' ( Hunte), Felida, Cijntje 73' ( Van Bakel), Möller, Ahannach RESERVEBANK: Schalks, Burnet, Van Hedel, De Groot, Stiers, Berte | Van Crooij, Pachonik, Koglin , Dirks 82' ( J. Munsters), Janssen 51' ( Ngobi 90+5'), De Boer, El Azrak 46' ( N. Munsters), Van Rooijen, Schroijen 75' ( Roemer), Venema, Johansson RESERVEBANK: Zima, Craenmehr, Essanoussi, Hajdaraj, Verheijen |  |
| Stadion: De Vliert, 's-Hertogenbosch Toeschouwers: 3.782 Arbiter: Vereijken                                                                              |              |           |           | Van der Steen , Mulders 68' ( Van Beijnen), Maas, Van der Winden, Douglas, Maguire, Leijten 82' ( Hunte), Felida, Cijntje 73' ( Van Bakel), Möller, Ahannach RESERVEBANK: Schalks, Burnet, Van Hedel, De Groot, Stiers, Berte | Van Crooij, Pachonik, Koglin , Dirks 82' ( J. Munsters), Janssen 51' ( Ngobi 90+5'), De Boer, El Azrak 46' ( N. Munsters), Van Rooijen, Schroijen 75' ( Roemer), Venema, Johansson RESERVEBANK: Zima, Craenmehr, Essanoussi, Hajdaraj, Verheijen |  |
| Stadion: De Vliert, 's-Hertogenbosch Toeschouwers: 3.782 Arbiter: Vereijken                                                                              |              |           |           | Van der Steen , Mulders 68' ( Van Beijnen), Maas, Van der Winden, Douglas, Maguire, Leijten 82' ( Hunte), Felida, Cijntje 73' ( Van Bakel), Möller, Ahannach RESERVEBANK: Schalks, Burnet, Van Hedel, De Groot, Stiers, Berte | Van Crooij, Pachonik, Koglin , Dirks 82' ( J. Munsters), Janssen 51' ( Ngobi 90+5'), De Boer, El Azrak 46' ( N. Munsters), Van Rooijen, Schroijen 75' ( Roemer), Venema, Johansson RESERVEBANK: Zima, Craenmehr, Essanoussi, Hajdaraj, Verheijen |  |
| Bijz.: Verplaatst: oorspronkelijke datum donderdag 24 maart 2022, 20:00. Competitiedebuut N. Munsters. Gele kaart voor trainer De Gier in de 65e minuut. |              |           |           | | |  |

Speelronde 33:
| vrijdag 1 april 2022, 20:00                                            | VVV-Venlo | 0-5 (0-1) | ADO Den Haag                                                | Opstelling VVV-Venlo | Opstelling ADO Den Haag |  |
| Stadion: Stadion De Koel, Venlo Toeschouwers: 5.259 Arbiter: Dieperink |           |           | 5' Verheydt 47' Steijn 54' Verheydt 61' Kishna 76' Verheydt | Van Crooij, Ngobi, Koglin , Van Dijck, Dirks 46' ( J. Munsters), De Boer 70' ( Schroijen), El Azrak, Van Rooijen, Roemer 69' ( Braken), Venema 45+1', Johansson RESERVEBANK: Zima, Craenmehr, Jacobs, Essanoussi, N. Munsters | Wentges, Breinburg 71' ( Reemst), Janmaat 71' ( J. Mulder), Matthys, Asante 45+1', Klas 82' ( Komljenović), Severina 50' 71' ( Bourard), Kemper , Kishna 77' ( Seedorf), Verheydt, Steijn RESERVEBANK: Damen, Nikiema, Rodríguez, M. Mulder |  |
| Stadion: Stadion De Koel, Venlo Toeschouwers: 5.259 Arbiter: Dieperink |           |           |                                                             | Van Crooij, Ngobi, Koglin , Van Dijck, Dirks 46' ( J. Munsters), De Boer 70' ( Schroijen), El Azrak, Van Rooijen, Roemer 69' ( Braken), Venema 45+1', Johansson RESERVEBANK: Zima, Craenmehr, Jacobs, Essanoussi, N. Munsters | Wentges, Breinburg 71' ( Reemst), Janmaat 71' ( J. Mulder), Matthys, Asante 45+1', Klas 82' ( Komljenović), Severina 50' 71' ( Bourard), Kemper , Kishna 77' ( Seedorf), Verheydt, Steijn RESERVEBANK: Damen, Nikiema, Rodríguez, M. Mulder |  |
| Stadion: Stadion De Koel, Venlo Toeschouwers: 5.259 Arbiter: Dieperink |           |           |                                                             | Van Crooij, Ngobi, Koglin , Van Dijck, Dirks 46' ( J. Munsters), De Boer 70' ( Schroijen), El Azrak, Van Rooijen, Roemer 69' ( Braken), Venema 45+1', Johansson RESERVEBANK: Zima, Craenmehr, Jacobs, Essanoussi, N. Munsters | Wentges, Breinburg 71' ( Reemst), Janmaat 71' ( J. Mulder), Matthys, Asante 45+1', Klas 82' ( Komljenović), Severina 50' 71' ( Bourard), Kemper , Kishna 77' ( Seedorf), Verheydt, Steijn RESERVEBANK: Damen, Nikiema, Rodríguez, M. Mulder |  |
|                                                                        |           |           |                                                             | | |  |

Speelronde 34:
| vrijdag 8 april 2022, 20:00                                             | NAC Breda                        | 3-1 (2-0) | VVV-Venlo       | Opstelling NAC Breda | Opstelling VVV-Venlo |  |
| Stadion: Rat Verlegh Stadion, Breda Toeschouwers: 16.632 Arbiter: Kooij | Bakker 16' Bannis 23' Bannis 79' |           | 81' Van Rooijen | Olij , Adiléhou, Malone, Bakker, Mashart, Azzagari 77' ( Agougil), Banzuzi 64' ( Van Schuppen), Cagro, De Rooij, Bannis 82' ( Hilterman), Velanas RESERVEBANK: Van de Merbel, Neelen, Siereveld, Kosiah, Kestens, Buffonge | Van Crooij, Pachonik, Koglin , Dirks, Janssen, De Boer 59' ( Braken), El Azrak, Van Rooijen, Roemer 46' ( Johansson), Venema, Schroijen RESERVEBANK: Zima, Craenmehr, Ngobi, J. Munsters, Essanoussi, N. Munsters |  |
| Stadion: Rat Verlegh Stadion, Breda Toeschouwers: 16.632 Arbiter: Kooij |                                  |           |                 | Olij , Adiléhou, Malone, Bakker, Mashart, Azzagari 77' ( Agougil), Banzuzi 64' ( Van Schuppen), Cagro, De Rooij, Bannis 82' ( Hilterman), Velanas RESERVEBANK: Van de Merbel, Neelen, Siereveld, Kosiah, Kestens, Buffonge | Van Crooij, Pachonik, Koglin , Dirks, Janssen, De Boer 59' ( Braken), El Azrak, Van Rooijen, Roemer 46' ( Johansson), Venema, Schroijen RESERVEBANK: Zima, Craenmehr, Ngobi, J. Munsters, Essanoussi, N. Munsters |  |
| Stadion: Rat Verlegh Stadion, Breda Toeschouwers: 16.632 Arbiter: Kooij |                                  |           |                 | Olij , Adiléhou, Malone, Bakker, Mashart, Azzagari 77' ( Agougil), Banzuzi 64' ( Van Schuppen), Cagro, De Rooij, Bannis 82' ( Hilterman), Velanas RESERVEBANK: Van de Merbel, Neelen, Siereveld, Kosiah, Kestens, Buffonge | Van Crooij, Pachonik, Koglin , Dirks, Janssen, De Boer 59' ( Braken), El Azrak, Van Rooijen, Roemer 46' ( Johansson), Venema, Schroijen RESERVEBANK: Zima, Craenmehr, Ngobi, J. Munsters, Essanoussi, N. Munsters |  |
| Bijz.: Trainer Luhukay ziek, vervangen door Jay Driessen.               |                                  |           |                 | | |  |

Speelronde 35:
| vrijdag 15 april 2022, 20:00                                             | VVV-Venlo                        | 3-2 (1-0) | Telstar            | Opstelling VVV-Venlo | Opstelling Telstar |  |
| Stadion: Stadion De Koel, Venlo Toeschouwers: 5.562 Arbiter: Eijgelsheim | Braken 25' Braken 55' Braken 60' |           | 75' Aktaş 80' Plet | Van Crooij, Pachonik, Van Dijck 43' 46' ( Ngobi), Koglin , Janssen, Van Rooijen 62' ( J. Munsters), El Azrak, De Boer, Johansson 72' ( Roemer), Braken, Schroijen RESERVEBANK: Zima, Craenmehr, Essanoussi, Hajdaraj, N. Munsters, Verheijen, Kluskens | El Ouazzane 70' ( Doornbusch), Molenaar, Aktaş, Overtoom 66' ( Van Velzen), Blackson 46' ( Wolters), Vlijter, Van Doorm 86' ( Bensabouh), Kökçü 82', Kruiver 66' ( Zakir), Plet , Giovanni RESERVEBANK: Eendragt, Gemert, Dijkstra, Akoy |  |
| Stadion: Stadion De Koel, Venlo Toeschouwers: 5.562 Arbiter: Eijgelsheim |                                  |           |                    | Van Crooij, Pachonik, Van Dijck 43' 46' ( Ngobi), Koglin , Janssen, Van Rooijen 62' ( J. Munsters), El Azrak, De Boer, Johansson 72' ( Roemer), Braken, Schroijen RESERVEBANK: Zima, Craenmehr, Essanoussi, Hajdaraj, N. Munsters, Verheijen, Kluskens | El Ouazzane 70' ( Doornbusch), Molenaar, Aktaş, Overtoom 66' ( Van Velzen), Blackson 46' ( Wolters), Vlijter, Van Doorm 86' ( Bensabouh), Kökçü 82', Kruiver 66' ( Zakir), Plet , Giovanni RESERVEBANK: Eendragt, Gemert, Dijkstra, Akoy |  |
| Stadion: Stadion De Koel, Venlo Toeschouwers: 5.562 Arbiter: Eijgelsheim |                                  |           |                    | Van Crooij, Pachonik, Van Dijck 43' 46' ( Ngobi), Koglin , Janssen, Van Rooijen 62' ( J. Munsters), El Azrak, De Boer, Johansson 72' ( Roemer), Braken, Schroijen RESERVEBANK: Zima, Craenmehr, Essanoussi, Hajdaraj, N. Munsters, Verheijen, Kluskens | El Ouazzane 70' ( Doornbusch), Molenaar, Aktaş, Overtoom 66' ( Van Velzen), Blackson 46' ( Wolters), Vlijter, Van Doorm 86' ( Bensabouh), Kökçü 82', Kruiver 66' ( Zakir), Plet , Giovanni RESERVEBANK: Eendragt, Gemert, Dijkstra, Akoy |  |
|                                                                          |                                  |           |                    | | |  |

Speelronde 36:
| maandag 25 april 2022, 20:00                                                             | Jong Ajax                                                                        | 6-1 (1-1) | VVV-Venlo     | Opstelling Jong Ajax | Opstelling VVV-Venlo |  |
| Stadion: De Toekomst, Duivendrecht Toeschouwers: 1.247 Arbiter: Smit                     | Kudus 22' Ünüvar 52' Ihattaren 59' Ihattaren 62' Ihattaren 68' Ünüvar 80' (pen.) |           | 23' Schroijen | Raatsie, Regeer , Aertssen 73' ( Warmerdam), Hillen, Salah-Eddine, Fitz-Jim 73' ( Hlynsson), Kudus, Ünüvar 81' ( Martha), Ihattaren 81' ( Delgado), Rasmussen, Daramy RESERVEBANK: Roggeveen, Van der Sloot, Musampa, Baas, Hansen | Van Crooij, Ngobi 27' 89' ( Kluskens), Pachonik, Koglin , Janssen, Van Rooijen, El Azrak 64', De Boer, Schroijen, Braken, Johansson 64' ( Roemer) RESERVEBANK: Zima, Craenmehr, J. Munsters, Smans, N. Munsters, Venema |  |
| Stadion: De Toekomst, Duivendrecht Toeschouwers: 1.247 Arbiter: Smit                     |                                                                                  |           |               | Raatsie, Regeer , Aertssen 73' ( Warmerdam), Hillen, Salah-Eddine, Fitz-Jim 73' ( Hlynsson), Kudus, Ünüvar 81' ( Martha), Ihattaren 81' ( Delgado), Rasmussen, Daramy RESERVEBANK: Roggeveen, Van der Sloot, Musampa, Baas, Hansen | Van Crooij, Ngobi 27' 89' ( Kluskens), Pachonik, Koglin , Janssen, Van Rooijen, El Azrak 64', De Boer, Schroijen, Braken, Johansson 64' ( Roemer) RESERVEBANK: Zima, Craenmehr, J. Munsters, Smans, N. Munsters, Venema |  |
| Stadion: De Toekomst, Duivendrecht Toeschouwers: 1.247 Arbiter: Smit                     |                                                                                  |           |               | Raatsie, Regeer , Aertssen 73' ( Warmerdam), Hillen, Salah-Eddine, Fitz-Jim 73' ( Hlynsson), Kudus, Ünüvar 81' ( Martha), Ihattaren 81' ( Delgado), Rasmussen, Daramy RESERVEBANK: Roggeveen, Van der Sloot, Musampa, Baas, Hansen | Van Crooij, Ngobi 27' 89' ( Kluskens), Pachonik, Koglin , Janssen, Van Rooijen, El Azrak 64', De Boer, Schroijen, Braken, Johansson 64' ( Roemer) RESERVEBANK: Zima, Craenmehr, J. Munsters, Smans, N. Munsters, Venema |  |
| Bijz.: Van Dijck automatisch geschorst vanwege 5e gele kaart. Competitiedebuut Kluskens. |                                                                                  |           |               | | |  |

Speelronde 37:
| vrijdag 29 april 2022, 20:00                                     | VVV-Venlo                | 2-2 (0-0) | Excelsior                  | Opstelling VVV-Venlo | Opstelling Excelsior |  |
| Stadion: Stadion De Koel, Venlo Toeschouwers: 6.223 Arbiter: Vos | Schroijen 49' Braken 73' |           | 83' Driouech 90+3' Azarkan | Van Crooij, Pachonik 25', Koglin , Kluskens 83', Janssen 87' ( J. Munsters), De Boer, El Azrak 84' ( N. Munsters), Johansson 87' ( Roemer), Schroijen, Venema 78' ( Van Rooijen), Braken 52' RESERVEBANK: Craenmehr, Ngobi, Van Dijck, Essanoussi, Hajdaraj, Verheijen | Kuiper, Horemans 35' 46' ( Aberkane), Nieuwpoort 46' ( Vlasenko), El Yaakoubi 90', Tjoe-A-On 46' ( Ormonde-Ottewill), Eijgenraam, Chacón 52' 69' ( Goudmijn), Baas 80' ( Driouech), Azarkan, Niemeijer, Agrafiotis RESERVEBANK: Van Gassel, Eyongo, Admiraal |  |
| Stadion: Stadion De Koel, Venlo Toeschouwers: 6.223 Arbiter: Vos |                          |           |                            | Van Crooij, Pachonik 25', Koglin , Kluskens 83', Janssen 87' ( J. Munsters), De Boer, El Azrak 84' ( N. Munsters), Johansson 87' ( Roemer), Schroijen, Venema 78' ( Van Rooijen), Braken 52' RESERVEBANK: Craenmehr, Ngobi, Van Dijck, Essanoussi, Hajdaraj, Verheijen | Kuiper, Horemans 35' 46' ( Aberkane), Nieuwpoort 46' ( Vlasenko), El Yaakoubi 90', Tjoe-A-On 46' ( Ormonde-Ottewill), Eijgenraam, Chacón 52' 69' ( Goudmijn), Baas 80' ( Driouech), Azarkan, Niemeijer, Agrafiotis RESERVEBANK: Van Gassel, Eyongo, Admiraal |  |
| Stadion: Stadion De Koel, Venlo Toeschouwers: 6.223 Arbiter: Vos |                          |           |                            | Van Crooij, Pachonik 25', Koglin , Kluskens 83', Janssen 87' ( J. Munsters), De Boer, El Azrak 84' ( N. Munsters), Johansson 87' ( Roemer), Schroijen, Venema 78' ( Van Rooijen), Braken 52' RESERVEBANK: Craenmehr, Ngobi, Van Dijck, Essanoussi, Hajdaraj, Verheijen | Kuiper, Horemans 35' 46' ( Aberkane), Nieuwpoort 46' ( Vlasenko), El Yaakoubi 90', Tjoe-A-On 46' ( Ormonde-Ottewill), Eijgenraam, Chacón 52' 69' ( Goudmijn), Baas 80' ( Driouech), Azarkan, Niemeijer, Agrafiotis RESERVEBANK: Van Gassel, Eyongo, Admiraal |  |
|                                                                  |                          |           |                            | | |  |

Speelronde 38:
| vrijdag 6 mei 2022, 20:00                                                     | Jong FC Utrecht       | 2-3 (1-2) | VVV-Venlo                             | Opstelling Jong FC Utrecht | Opstelling VVV-Venlo |  |
| Stadion: Sportcomplex Zoudenbalch, Utrecht Toeschouwers: 402 Arbiter: Gerrets | Rijks 23' Mallahi 51' |           | 19' Venema 33' Van Rooijen 61' Braken | Nijhuis, Eersteling, Timber 78', Van den Hoek 81' ( Akharaz), Çulhacı, Ikeshita , Alou 62' ( Sellouf), Lottin, Mallahi, Rijks, Sanches Fernandes RESERVEBANK: Gadellaa, Kooy, Mokono, Huizing, Mukeh, Bonsu, Kahfi | Zima, Ngobi, Kluskens, De Boer, Janssen, Van Rooijen 64', Johansson 21', El Azrak 30', Venema 90' ( Roemer), Braken, Schroijen 84' ( Van Dijck) RESERVEBANK: Van Crooij, Craenmehr, J. Munsters, Hajdaraj, N. Munsters, |  |
| Stadion: Sportcomplex Zoudenbalch, Utrecht Toeschouwers: 402 Arbiter: Gerrets |                       |           |                                       | Nijhuis, Eersteling, Timber 78', Van den Hoek 81' ( Akharaz), Çulhacı, Ikeshita , Alou 62' ( Sellouf), Lottin, Mallahi, Rijks, Sanches Fernandes RESERVEBANK: Gadellaa, Kooy, Mokono, Huizing, Mukeh, Bonsu, Kahfi | Zima, Ngobi, Kluskens, De Boer, Janssen, Van Rooijen 64', Johansson 21', El Azrak 30', Venema 90' ( Roemer), Braken, Schroijen 84' ( Van Dijck) RESERVEBANK: Van Crooij, Craenmehr, J. Munsters, Hajdaraj, N. Munsters, |  |
| Stadion: Sportcomplex Zoudenbalch, Utrecht Toeschouwers: 402 Arbiter: Gerrets |                       |           |                                       | Nijhuis, Eersteling, Timber 78', Van den Hoek 81' ( Akharaz), Çulhacı, Ikeshita , Alou 62' ( Sellouf), Lottin, Mallahi, Rijks, Sanches Fernandes RESERVEBANK: Gadellaa, Kooy, Mokono, Huizing, Mukeh, Bonsu, Kahfi | Zima, Ngobi, Kluskens, De Boer, Janssen, Van Rooijen 64', Johansson 21', El Azrak 30', Venema 90' ( Roemer), Braken, Schroijen 84' ( Van Dijck) RESERVEBANK: Van Crooij, Craenmehr, J. Munsters, Hajdaraj, N. Munsters, |  |
| Bijz.: Pachonik automatisch geschorst vanwege 5e gele kaart.                  |                       |           |                                       | | |  |

### KNVB beker
Eerste ronde:
| dinsdag 26 oktober 2021, 21:00                                                                                   | NAC Breda                                  | 1-1 (0-1) | VVV-Venlo                                     | Opstelling NAC Breda | Opstelling VVV-Venlo |  |
| Stadion: Rat Verlegh Stadion, Breda Toeschouwers: 11.635 Arbiter: Van den Kerkhof                                | Haye 89' Adiléhou Bakker Van Schuppen Haye |           | 33' Leliendal Braken Koglin Van Dijck De Boer | Olij , Ligeon 75' ( Rutten), Malone, Bakker, Maria 94' ( Mashart), Van Schuppen, Agougil 85' ( Adiléhou), Azzagari 49' 61' ( Haye), De Rooij 46' ( Velanas), Seuntjens, Kestens 75' ( Banzuzi) RESERVEBANK: Kortsmit, Rösler, Vanacker | Van Crooij, Pachonik 75' ( J. Munsters), Da Graca 71', Koglin, Leliendal 69' ( Janssen), Dekker, Van Rooijen 114' ( Smans), De Boer, Bastiaans 51' 58' ( Roemer), Hajdaraj 75' ( Braken), Schroijen 74' 114' ( Van Dijck) RESERVEBANK: Zima, Verbong, Essanoussi, Verheijen, Sorga |  |
| Stadion: Rat Verlegh Stadion, Breda Toeschouwers: 11.635 Arbiter: Van den Kerkhof                                |                                            |           |                                               | Olij , Ligeon 75' ( Rutten), Malone, Bakker, Maria 94' ( Mashart), Van Schuppen, Agougil 85' ( Adiléhou), Azzagari 49' 61' ( Haye), De Rooij 46' ( Velanas), Seuntjens, Kestens 75' ( Banzuzi) RESERVEBANK: Kortsmit, Rösler, Vanacker | Van Crooij, Pachonik 75' ( J. Munsters), Da Graca 71', Koglin, Leliendal 69' ( Janssen), Dekker, Van Rooijen 114' ( Smans), De Boer, Bastiaans 51' 58' ( Roemer), Hajdaraj 75' ( Braken), Schroijen 74' 114' ( Van Dijck) RESERVEBANK: Zima, Verbong, Essanoussi, Verheijen, Sorga |  |
| Stadion: Rat Verlegh Stadion, Breda Toeschouwers: 11.635 Arbiter: Van den Kerkhof                                |                                            |           |                                               | Olij , Ligeon 75' ( Rutten), Malone, Bakker, Maria 94' ( Mashart), Van Schuppen, Agougil 85' ( Adiléhou), Azzagari 49' 61' ( Haye), De Rooij 46' ( Velanas), Seuntjens, Kestens 75' ( Banzuzi) RESERVEBANK: Kortsmit, Rösler, Vanacker | Van Crooij, Pachonik 75' ( J. Munsters), Da Graca 71', Koglin, Leliendal 69' ( Janssen), Dekker, Van Rooijen 114' ( Smans), De Boer, Bastiaans 51' 58' ( Roemer), Hajdaraj 75' ( Braken), Schroijen 74' 114' ( Van Dijck) RESERVEBANK: Zima, Verbong, Essanoussi, Verheijen, Sorga |  |
| Bijz.: 1-1 na verlenging, 4-2 na penalty's. VVV uitgeschakeld. Gele kaart voor trainer Luhukay in de 71e minuut. |                                            |           |                                               | | |  |

## Oefenwedstrijden

### Voorbereiding
| dinsdag 6 juli 2021, 19:00                                                 | SV Venray | 0-4 (0-0) | VVV-Venlo                                                       | Opstelling SV Venray | Opstelling VVV-Venlo |  |
| Stadion: Sportpark "De Wieën", Venray Toeschouwers: 500 Arbiter: Tunnissen |           |           | 48' Theuerzeit 52' Van Dijck 79' Smans 85' (e.d.) Julian Rommen | Stiphout, Jarno Peeters, Van de Voort, Willemse , Brinkman, B. Kersten, Cornelissen, Jesse Rommen, Versteegen, S. Kersten, Vievermans RESERVEBANK: Ardts, Egelmeers, Vullings, Shala, Julian Rommen, Jesse Peeters, Koenen 61', Pelzer, Hilami, Achten, Jeuken, Aris | Van Crooij 46' ( Verbong), Hupperts 46' ( Pachonik), Da Graca 46' ( Van Dijck), Henderikx 46' ( Koglin ), Leliendal 46' ( Roeffen 58' ( Henderikx)), Nabbe 46' ( Theuerzeit), N. Munsters 46' ( Gelmi), Janssen 46' ( J. Munsters), Roemer 46' ( Bastiaans), Braken 46' ( Smans), Verheijen 46' ( Essanoussi) |  |
| Stadion: Sportpark "De Wieën", Venray Toeschouwers: 500 Arbiter: Tunnissen |           |           |                                                                 | Stiphout, Jarno Peeters, Van de Voort, Willemse , Brinkman, B. Kersten, Cornelissen, Jesse Rommen, Versteegen, S. Kersten, Vievermans RESERVEBANK: Ardts, Egelmeers, Vullings, Shala, Julian Rommen, Jesse Peeters, Koenen 61', Pelzer, Hilami, Achten, Jeuken, Aris | Van Crooij 46' ( Verbong), Hupperts 46' ( Pachonik), Da Graca 46' ( Van Dijck), Henderikx 46' ( Koglin ), Leliendal 46' ( Roeffen 58' ( Henderikx)), Nabbe 46' ( Theuerzeit), N. Munsters 46' ( Gelmi), Janssen 46' ( J. Munsters), Roemer 46' ( Bastiaans), Braken 46' ( Smans), Verheijen 46' ( Essanoussi) |  |
| Stadion: Sportpark "De Wieën", Venray Toeschouwers: 500 Arbiter: Tunnissen |           |           |                                                                 | Stiphout, Jarno Peeters, Van de Voort, Willemse , Brinkman, B. Kersten, Cornelissen, Jesse Rommen, Versteegen, S. Kersten, Vievermans RESERVEBANK: Ardts, Egelmeers, Vullings, Shala, Julian Rommen, Jesse Peeters, Koenen 61', Pelzer, Hilami, Achten, Jeuken, Aris | Van Crooij 46' ( Verbong), Hupperts 46' ( Pachonik), Da Graca 46' ( Van Dijck), Henderikx 46' ( Koglin ), Leliendal 46' ( Roeffen 58' ( Henderikx)), Nabbe 46' ( Theuerzeit), N. Munsters 46' ( Gelmi), Janssen 46' ( J. Munsters), Roemer 46' ( Bastiaans), Braken 46' ( Smans), Verheijen 46' ( Essanoussi) |  |
| Bijz.: Leliendal speelt op proef mee.                                      |           |           |                                                                 | | |  |

| vrijdag 9 juli 2021, 19:00                                                                             | VVV-Venlo                  | 2-0 (0-0) | VV UNA | Opstelling VVV-Venlo | Opstelling VV UNA |  |
| Stadion: Sportpark "Dijckerhof", Reuver Toeschouwers: 250 (uitverkocht) Arbiter: Vries                 | N. Munsters 75' Roemer 79' |           |        | Van Crooij, Pachonik 46' ( Dekker 50' ( Theuerzeit)), Van Dijck 46' ( Da Graca), Henderikx 46' ( Koglin), Gelmi 46' ( Leliendal), Nabbe 46' ( De Boer), N. Munsters 46' ( Essanoussi), J. Munsters 46' ( Janssen), Bastiaans 65' ( N. Munsters), Smans 46' ( Braken), Verheijen 46' ( Roemer) RESERVEBANK: Schrick | Derix, Horsten 46' ( Wijnsma), Van Gerven 46' ( Born), Scheepers 46' ( Sijbers), Jagt 46' ( Puts), Dahir 46' ( R. van Boekel), Boogers 46' ( Senders), Franssen 46' ( Burggraaf), Boulghalgh 46' ( Tielemans), Van den Akker 46' ( Arslan), Koç 46' ( Willems) |  |
| Stadion: Sportpark "Dijckerhof", Reuver Toeschouwers: 250 (uitverkocht) Arbiter: Vries                 |                            |           |        | Van Crooij, Pachonik 46' ( Dekker 50' ( Theuerzeit)), Van Dijck 46' ( Da Graca), Henderikx 46' ( Koglin), Gelmi 46' ( Leliendal), Nabbe 46' ( De Boer), N. Munsters 46' ( Essanoussi), J. Munsters 46' ( Janssen), Bastiaans 65' ( N. Munsters), Smans 46' ( Braken), Verheijen 46' ( Roemer) RESERVEBANK: Schrick | Derix, Horsten 46' ( Wijnsma), Van Gerven 46' ( Born), Scheepers 46' ( Sijbers), Jagt 46' ( Puts), Dahir 46' ( R. van Boekel), Boogers 46' ( Senders), Franssen 46' ( Burggraaf), Boulghalgh 46' ( Tielemans), Van den Akker 46' ( Arslan), Koç 46' ( Willems) |  |
| Stadion: Sportpark "Dijckerhof", Reuver Toeschouwers: 250 (uitverkocht) Arbiter: Vries                 |                            |           |        | Van Crooij, Pachonik 46' ( Dekker 50' ( Theuerzeit)), Van Dijck 46' ( Da Graca), Henderikx 46' ( Koglin), Gelmi 46' ( Leliendal), Nabbe 46' ( De Boer), N. Munsters 46' ( Essanoussi), J. Munsters 46' ( Janssen), Bastiaans 65' ( N. Munsters), Smans 46' ( Braken), Verheijen 46' ( Roemer) RESERVEBANK: Schrick | Derix, Horsten 46' ( Wijnsma), Van Gerven 46' ( Born), Scheepers 46' ( Sijbers), Jagt 46' ( Puts), Dahir 46' ( R. van Boekel), Boogers 46' ( Senders), Franssen 46' ( Burggraaf), Boulghalgh 46' ( Tielemans), Van den Akker 46' ( Arslan), Koç 46' ( Willems) |  |
| Bijz.: Maximaal 250 toeschouwers toegelaten vanwege corona-maatregelen. Leliendal speelt op proef mee. |                            |           |        | | |  |

| donderdag 15 juli 2021, 19:00 | SV Straelen        | 2-2 (1-2) | VVV-Venlo                    | Opstelling SV Straelen | Opstelling VVV-Venlo |  |
| Stadion: Stadion an der Römerstraße, Straelen Toeschouwers: 300 Arbiter: Gottschalk                                                       | Kader 5' Kader 55' |           | 8' Essanoussi 10' Essanoussi | Udegbe , Päffgen, Lachheb 65' ( Delorge), Van Benthem, Holtschoppen 46' ( Miyamoto), Wolze 82' ( Ishii), Ngyombo 46' ( Peitz), Lunga 65' ( Mehlich), Shoshi 46' ( Zorn), Kader 74' ( Merzagua), Bouchama 82' ( Abdelkarim) | Zima 46' ( Van Crooij), Hupperts 63' ( Pachonik), Da Graca 63' ( Van Dijck ), Koglin 63' ( Henderikx), Leliendal 63' ( Gelmi), Janssen 63' ( Nabbe), De Boer 63' ( N. Munsters), Essanoussi 63' ( J. Munsters), Roemer 63' ( Verheijen), Braken 63' ( Smans), Bastiaans 70' ( Roemer) RESERVEBANK: Craenmehr |  |
| Stadion: Stadion an der Römerstraße, Straelen Toeschouwers: 300 Arbiter: Gottschalk                                                       |                    |           |                              | Udegbe , Päffgen, Lachheb 65' ( Delorge), Van Benthem, Holtschoppen 46' ( Miyamoto), Wolze 82' ( Ishii), Ngyombo 46' ( Peitz), Lunga 65' ( Mehlich), Shoshi 46' ( Zorn), Kader 74' ( Merzagua), Bouchama 82' ( Abdelkarim) | Zima 46' ( Van Crooij), Hupperts 63' ( Pachonik), Da Graca 63' ( Van Dijck ), Koglin 63' ( Henderikx), Leliendal 63' ( Gelmi), Janssen 63' ( Nabbe), De Boer 63' ( N. Munsters), Essanoussi 63' ( J. Munsters), Roemer 63' ( Verheijen), Braken 63' ( Smans), Bastiaans 70' ( Roemer) RESERVEBANK: Craenmehr |  |
| Stadion: Stadion an der Römerstraße, Straelen Toeschouwers: 300 Arbiter: Gottschalk                                                       |                    |           |                              | Udegbe , Päffgen, Lachheb 65' ( Delorge), Van Benthem, Holtschoppen 46' ( Miyamoto), Wolze 82' ( Ishii), Ngyombo 46' ( Peitz), Lunga 65' ( Mehlich), Shoshi 46' ( Zorn), Kader 74' ( Merzagua), Bouchama 82' ( Abdelkarim) | Zima 46' ( Van Crooij), Hupperts 63' ( Pachonik), Da Graca 63' ( Van Dijck ), Koglin 63' ( Henderikx), Leliendal 63' ( Gelmi), Janssen 63' ( Nabbe), De Boer 63' ( N. Munsters), Essanoussi 63' ( J. Munsters), Roemer 63' ( Verheijen), Braken 63' ( Smans), Bastiaans 70' ( Roemer) RESERVEBANK: Craenmehr |  |
| Bijz.: Leliendal speelt op proef mee. Wedstrijd in 89e minuut voortijdig beëindigd vanwege ernstige blessure N. Munsters (kuitbeenbreuk). |                    |           |                              | | |  |

| vrijdag 23 juli 2021, 19:00                                                            | VVV-Venlo  | 1-4 (1-2) | Helmond Sport                                              | Opstelling VVV-Venlo | Opstelling Helmond Sport |  |
| Stadion: Sportpark "Ter Horst", Horst Toeschouwers: 250 (uitverkocht) Arbiter: Verhaag | Braken 45' |           | 16' Goselink 21' Houttequiet 49' Goselink 60' Van Keilegom | Zima, Hupperts, Da Graca, Koglin 75' ( Van Dijck), Leliendal 63' ( Henderikx), Janssen 75' ( Nabbe), De Boer , Essanoussi 63' ( Smans), Roemer, Braken, Bastiaans 63' ( Verheijen) RESERVEBANK: Van Crooij, Pachonik, J. Munsters | Mantel, Reith 67' ( Fosu-Mensah), De Bie 67' ( Lont), Van der Meer , Van der Sluys, Van Landschoot 67' ( Thomassen), Bosiers, Lion 77' ( De Bie), Van Keilegom 67' ( Hendrikx), Goselink 67' ( Breugelmans), Houttequiet 67' ( Vereijken) RESERVEBANK: Arfaoui |  |
| Stadion: Sportpark "Ter Horst", Horst Toeschouwers: 250 (uitverkocht) Arbiter: Verhaag |            |           |                                                            | Zima, Hupperts, Da Graca, Koglin 75' ( Van Dijck), Leliendal 63' ( Henderikx), Janssen 75' ( Nabbe), De Boer , Essanoussi 63' ( Smans), Roemer, Braken, Bastiaans 63' ( Verheijen) RESERVEBANK: Van Crooij, Pachonik, J. Munsters | Mantel, Reith 67' ( Fosu-Mensah), De Bie 67' ( Lont), Van der Meer , Van der Sluys, Van Landschoot 67' ( Thomassen), Bosiers, Lion 77' ( De Bie), Van Keilegom 67' ( Hendrikx), Goselink 67' ( Breugelmans), Houttequiet 67' ( Vereijken) RESERVEBANK: Arfaoui |  |
| Stadion: Sportpark "Ter Horst", Horst Toeschouwers: 250 (uitverkocht) Arbiter: Verhaag |            |           |                                                            | Zima, Hupperts, Da Graca, Koglin 75' ( Van Dijck), Leliendal 63' ( Henderikx), Janssen 75' ( Nabbe), De Boer , Essanoussi 63' ( Smans), Roemer, Braken, Bastiaans 63' ( Verheijen) RESERVEBANK: Van Crooij, Pachonik, J. Munsters | Mantel, Reith 67' ( Fosu-Mensah), De Bie 67' ( Lont), Van der Meer , Van der Sluys, Van Landschoot 67' ( Thomassen), Bosiers, Lion 77' ( De Bie), Van Keilegom 67' ( Hendrikx), Goselink 67' ( Breugelmans), Houttequiet 67' ( Vereijken) RESERVEBANK: Arfaoui |  |
| Bijz.: Maximaal 250 toeschouwers toegelaten vanwege corona-maatregelen.                |            |           |                                                            | | |  |

| zaterdag 31 juli 2021, 16:00                                         | VVV-Venlo                                                                | 2-2 (1-2) 3-5 pen. | Panathinaikos                                                                 | Opstelling VVV-Venlo | Opstelling Panathinaikos |  |
| Stadion: Stadion De Koel, Venlo Toeschouwers: 1.700 Arbiter: Oostrom | Braken 10' Van Rooijen 71' Schroijen Koglin Van Rooijen Pachonik Janssen |                    | 38' Aitor 45' Ngbakoto Chatzigiovanis Macheda Ayoub Sánchez Chatzitheodoridis | Zima, Hupperts, Da Graca 73' ( Henderikx), Koglin, J. Munsters 46' ( Leliendal), Van Dijck 61' ( Janssen), De Boer 80' ( Pachonik), Essanoussi 61' ( Van Rooijen 75'), Roemer, Braken 85' ( Smans), Verheijen 61' ( Schroijen) RESERVEBANK: Van Crooij, Bastiaans, Nabbe | Dioudis 64' ( Xenopoulos), Kotsiras 46' ( Sánchez), Juankar 46' ( Chatzitheodoridis), Vélez 61' ( Serpezis), Sideras 64' ( Robi), Pérez 46' ( Alexandropoulos), Maurício 46' ( Ayoub), Ngbakoto 46' ( Chatzigiovanis ), Aitor 46' ( Xavier), Carlitos 46' ( Bouzoukis), Ioannidis 46' ( Macheda) RESERVEBANK: Christogeorgos, Sankharé, Athanasakopoulos, Kampetsis |  |
| Stadion: Stadion De Koel, Venlo Toeschouwers: 1.700 Arbiter: Oostrom |                                                                          |                    |                                                                               | Zima, Hupperts, Da Graca 73' ( Henderikx), Koglin, J. Munsters 46' ( Leliendal), Van Dijck 61' ( Janssen), De Boer 80' ( Pachonik), Essanoussi 61' ( Van Rooijen 75'), Roemer, Braken 85' ( Smans), Verheijen 61' ( Schroijen) RESERVEBANK: Van Crooij, Bastiaans, Nabbe | Dioudis 64' ( Xenopoulos), Kotsiras 46' ( Sánchez), Juankar 46' ( Chatzitheodoridis), Vélez 61' ( Serpezis), Sideras 64' ( Robi), Pérez 46' ( Alexandropoulos), Maurício 46' ( Ayoub), Ngbakoto 46' ( Chatzigiovanis ), Aitor 46' ( Xavier), Carlitos 46' ( Bouzoukis), Ioannidis 46' ( Macheda) RESERVEBANK: Christogeorgos, Sankharé, Athanasakopoulos, Kampetsis |  |
| Stadion: Stadion De Koel, Venlo Toeschouwers: 1.700 Arbiter: Oostrom |                                                                          |                    |                                                                               | Zima, Hupperts, Da Graca 73' ( Henderikx), Koglin, J. Munsters 46' ( Leliendal), Van Dijck 61' ( Janssen), De Boer 80' ( Pachonik), Essanoussi 61' ( Van Rooijen 75'), Roemer, Braken 85' ( Smans), Verheijen 61' ( Schroijen) RESERVEBANK: Van Crooij, Bastiaans, Nabbe | Dioudis 64' ( Xenopoulos), Kotsiras 46' ( Sánchez), Juankar 46' ( Chatzitheodoridis), Vélez 61' ( Serpezis), Sideras 64' ( Robi), Pérez 46' ( Alexandropoulos), Maurício 46' ( Ayoub), Ngbakoto 46' ( Chatzigiovanis ), Aitor 46' ( Xavier), Carlitos 46' ( Bouzoukis), Ioannidis 46' ( Macheda) RESERVEBANK: Christogeorgos, Sankharé, Athanasakopoulos, Kampetsis |  |
| Bijz.: Panathinaikos wint 18e editie Herman Teeuwen Memorial.        |                                                                          |                    |                                                                               | | |  |

## Statistieken

### Eindstand VVV-Venlo in Eerste divisie 2021/2022
| Stand | Gespeeld | Gewonnen | Gelijk | Verloren | Punten | Doelpunten voor | Doelpunten tegen | Gele kaarten | Rode kaarten |
| ----- | -------- | -------- | ------ | -------- | ------ | --------------- | ---------------- | ------------ | ------------ |
| 10e   | 38       | 14       | 6      | 18       | 48     | 50              | 64               | 61           | 1            |

### Stand, punten en doelpunten per speelronde 2021/2022
| Speelronde                            | 1   | 2   | 3   | 4   | 5  | 6  | 7   | 8  | 9  | 10 | 11  | 12  | 13  | 14  | 15  | 16  | 17  | 18  | 19  | 20  | 21  | 22  | 23  | 24  | 25  | 26  | 27  | 28  | 29  | 30  | 31  | 32  | 33  | 34  | 35  | 36  | 37  | 38  | Totaal |
| ------------------------------------- | --- | --- | --- | --- | -- | -- | --- | -- | -- | -- | --- | --- | --- | --- | --- | --- | --- | --- | --- | --- | --- | --- | --- | --- | --- | --- | --- | --- | --- | --- | --- | --- | --- | --- | --- | --- | --- | --- | ------ |
| Aantal punten per speelronde          | 1   | 0   | 3   | 0   | 3  | 3  | 0   | 3  | 0  | 3  | 0   | 0   | 0   | 0   | 0   | 3   | 1   | 3   | 0   | 0   | 3   | 0   | 0   | 3   | 3   | 1   | 3   | 1   | 0   | 3   | 0   | 1   | 0   | 0   | 3   | 0   | 1   | 3   | 48     |
| Aantal punten na speelronde           | 1   | 1   | 4   | 4   | 7  | 10 | 10  | 13 | 13 | 16 | 16  | 16  | 16  | 16  | 16  | 19  | 20  | 23  | 23  | 23  | 26  | 26  | 26  | 29  | 32  | 33  | 36  | 37  | 37  | 40  | 40  | 41  | 41  | 41  | 44  | 44  | 45  | 48  | 48     |
| Stand na speelronde                   | 10e | 13e | 10e | 15e | 8e | 6e | 10e | 9e | 9e | 7e | 10e | 11e | 13e | 15e | 16e | 15e | 14e | 11e | 11e | 12e | 11e | 11e | 11e | 11e | 10e | 11e | 10e | 10e | 10e | 10e | 10e | 10e | 10e | 10e | 10e | 10e | 11e | 10e | 10e    |
| Aantal doelpunten per speelronde      | 2   | 1   | 2   | 0   | 1  | 2  | 1   | 1  | 1  | 2  | 0   | 1   | 0   | 1   | 0   | 2   | 0   | 3   | 1   | 2   | 2   | 1   | 0   | 4   | 5   | 1   | 1   | 0   | 0   | 3   | 0   | 0   | 0   | 1   | 3   | 1   | 2   | 3   | 50     |
| Aantal tegendoelpunten per speelronde | 2   | 2   | 1   | 1   | 0  | 1  | 2   | 0  | 2  | 0  | 3   | 2   | 1   | 3   | 2   | 0   | 0   | 1   | 2   | 3   | 1   | 4   | 2   | 2   | 0   | 1   | 0   | 0   | 4   | 0   | 2   | 0   | 5   | 3   | 2   | 6   | 2   | 2   | 64     |
| Aantal gele kaarten per speelronde    | 0   | 1   | 3   | 1   | 1  | 0  | 0   | 1  | 2  | 1  | 2   | 1   | 2   | 3   | 2   | 3   | 0   | 1   | 1   | 3   | 1   | 2   | 2   | 4   | 1   | 2   | 1   | 4   | 2   | 1   | 2   | 1   | 1   | 0   | 1   | 2   | 3   | 3   | 61     |

### Statistieken
|                          | Eerste divisie | Totaal    |
| ------------------------ | -------------- | --------- |
| Wedstrijden              | 38 van 38      | 38 van 38 |
| Gewonnen                 | 14 van 38      | 14 van 38 |
| Gelijk                   | 6 van 38       | 6 van 38  |
| Verloren                 | 18 van 38      | 18 van 38 |
| Thuis                    | 19 van 19      | 19 van 19 |
| Uit                      | 19 van 19      | 19 van 19 |
| Gele kaarten             | 61             | 61        |
| Rode kaarten             | 0              | 0         |
| 2 x geel in 1 wedstrijd  | 1              | 1         |
| Aantal wissels toegepast | 148            | 148       |
| Doelpunten voor          | 50             | 50        |
| Doelpunten tegen         | 64             | 64        |
| Doelsaldo                | -14            | -14       |
| De nul gehouden          | 10             | 10        |
| Strafschoppen voor       | 2              | 2         |
| Strafschoppen tegen      | 7              | 7         |

Legenda
- W Wedstrijden
- Doelpunt
- Gele kaart
- 2x gele kaart in 1 wedstrijd
- Rode kaart

| Nat.                 | Spelersnaam          | Eerste divisie | Eerste divisie | Eerste divisie | Eerste divisie | Eerste divisie |  | KNVB beker | KNVB beker | KNVB beker | KNVB beker | KNVB beker |  | Play-offs | Play-offs | Play-offs | Play-offs | Play-offs |  | Totaal | Totaal | Totaal | Totaal | Totaal |
| -------------------- | -------------------- | -------------- | -------------- | -------------- | -------------- | -------------- |  | ---------- | ---------- | ---------- | ---------- | ---------- |  | --------- | --------- | --------- | --------- | --------- |  | ------ | ------ | ------ | ------ | ------ |
| Nat.                 | Spelersnaam          | W              |                |                |                |                |  | W          |            |            |            |            |  | W         |           |           |           |           |  | W      |        |        |        |        |
| Keepers              |                      |                |                |                |                |                |  |            |            |            |            |            |  |           |           |           |           |           |  |        |        |        |        |        |
| Vlag van Nederland   | Jens Craenmehr       | 0              | 0              | 0              | 0              | 0              |  | 0          | 0          | 0          | 0          | 0          |  | 0         | 0         | 0         | 0         | 0         |  | 0      | 0      | 0      | 0      | 0      |
| Vlag van Nederland   | Delano van Crooij    | 22             | 0              | 1              | 0              | 0              |  | 1          | 0          | 0          | 0          | 0          |  | 0         | 0         | 0         | 0         | 0         |  | 23     | 0      | 1      | 0      | 0      |
| Vlag van Nederland   | Bram Verbong         | 0              | 0              | 0              | 0              | 0              |  | 0          | 0          | 0          | 0          | 0          |  | 0         | 0         | 0         | 0         | 0         |  | 0      | 0      | 0      | 0      | 0      |
| Vlag van Tsjechië    | Lukáš Zima           | 17             | 0              | 0              | 0              | 0              |  | 0          | 0          | 0          | 0          | 0          |  | 0         | 0         | 0         | 0         | 0         |  | 17     | 0      | 0      | 0      | 0      |
| Verdediging          |                      |                |                |                |                |                |  |            |            |            |            |            |  |           |           |           |           |           |  |        |        |        |        |        |
| Vlag van Zweden      | Kristopher Da Graca  | 15             | 0              | 2              | 0              | 0              |  | 1          | 0          | 1          | 0          | 0          |  | 0         | 0         | 0         | 0         | 0         |  | 16     | 0      | 3      | 0      | 0      |
| Vlag van Nederland   | Tristan Dekker       | 17             | 2              | 0              | 0              | 0              |  | 1          | 0          | 0          | 0          | 0          |  | 0         | 0         | 0         | 0         | 0         |  | 18     | 2      | 0      | 0      | 0      |
| Vlag van Nederland   | Stan van Dijck       | 25             | 0              | 5              | 0              | 0              |  | 1          | 0          | 0          | 0          | 0          |  | 0         | 0         | 0         | 0         | 0         |  | 26     | 0      | 5      | 0      | 0      |
| Vlag van Nederland   | Sem Dirks            | 10             | 0              | 3              | 0              | 0              |  | 0          | 0          | 0          | 0          | 0          |  | 0         | 0         | 0         | 0         | 0         |  | 10     | 0      | 3      | 0      | 0      |
| Vlag van Nederland   | Stan Henderikx       | 0              | 0              | 0              | 0              | 0              |  | 0          | 0          | 0          | 0          | 0          |  | 0         | 0         | 0         | 0         | 0         |  | 0      | 0      | 0      | 0      | 0      |
| Vlag van Nederland   | Jens Jacobs          | 0              | 0              | 0              | 0              | 0              |  | 0          | 0          | 0          | 0          | 0          |  | 0         | 0         | 0         | 0         | 0         |  | 0      | 0      | 0      | 0      | 0      |
| Vlag van Nederland   | Simon Janssen        | 36             | 0              | 4              | 0              | 0              |  | 1          | 0          | 0          | 0          | 0          |  | 0         | 0         | 0         | 0         | 0         |  | 37     | 0      | 4      | 0      | 0      |
| Vlag van Duitsland   | Brian Koglin         | 35             | 4              | 9              | 0              | 0              |  | 1          | 0          | 0          | 0          | 0          |  | 0         | 0         | 0         | 0         | 0         |  | 36     | 4      | 9      | 0      | 0      |
| Vlag van Nederland   | Yannick Leliendal    | 7              | 0              | 0              | 0              | 0              |  | 1          | 1          | 0          | 0          | 0          |  | 0         | 0         | 0         | 0         | 0         |  | 8      | 1      | 0      | 0      | 0      |
| Vlag van Nederland   | Ian Hussein Ngobi    | 7              | 0              | 3              | 0              | 0              |  | 0          | 0          | 0          | 0          | 0          |  | 0         | 0         | 0         | 0         | 0         |  | 7      | 0      | 3      | 0      | 0      |
| Vlag van Duitsland   | Tobias Pachonik      | 34             | 0              | 4              | 0              | 0              |  | 1          | 0          | 0          | 0          | 0          |  | 0         | 0         | 0         | 0         | 0         |  | 35     | 0      | 4      | 0      | 0      |
| Vlag van Nederland   | Joël Roeffen         | 0              | 0              | 0              | 0              | 0              |  | 0          | 0          | 0          | 0          | 0          |  | 0         | 0         | 0         | 0         | 0         |  | 0      | 0      | 0      | 0      | 0      |
| Middenveld           |                      |                |                |                |                |                |  |            |            |            |            |            |  |           |           |           |           |           |  |        |        |        |        |        |
| Vlag van Nederland   | Kees de Boer         | 32             | 0              | 3              | 1              | 0              |  | 1          | 0          | 0          | 0          | 0          |  | 0         | 0         | 0         | 0         | 0         |  | 33     | 0      | 3      | 1      | 0      |
| Vlag van Nederland   | Rayan El Azrak       | 14             | 4              | 3              | 0              | 0              |  | 0          | 0          | 0          | 0          | 0          |  | 0         | 0         | 0         | 0         | 0         |  | 14     | 4      | 3      | 0      | 0      |
| Vlag van Nederland   | Wassim Essanoussi    | 20             | 1              | 0              | 0              | 0              |  | 0          | 0          | 0          | 0          | 0          |  | 0         | 0         | 0         | 0         | 0         |  | 20     | 1      | 0      | 0      | 0      |
| Vlag van Zweden      | Carl Johansson       | 30             | 2              | 2              | 0              | 0              |  | 0          | 0          | 0          | 0          | 0          |  | 0         | 0         | 0         | 0         | 0         |  | 30     | 2      | 2      | 0      | 0      |
| Vlag van Nederland   | Joep Kluskens        | 3              | 0              | 1              | 0              | 0              |  | 0          | 0          | 0          | 0          | 0          |  | 0         | 0         | 0         | 0         | 0         |  | 3      | 0      | 1      | 0      | 0      |
| Vlag van Nederland   | Joep Munsters        | 14             | 0              | 1              | 0              | 0              |  | 1          | 0          | 0          | 0          | 0          |  | 0         | 0         | 0         | 0         | 0         |  | 15     | 0      | 1      | 0      | 0      |
| Vlag van Nederland   | Niek Munsters        | 2              | 0              | 0              | 0              | 0              |  | 0          | 0          | 0          | 0          | 0          |  | 0         | 0         | 0         | 0         | 0         |  | 2      | 0      | 0      | 0      | 0      |
| Vlag van Nederland   | Lars Nabbe           | 0              | 0              | 0              | 0              | 0              |  | 0          | 0          | 0          | 0          | 0          |  | 0         | 0         | 0         | 0         | 0         |  | 0      | 0      | 0      | 0      | 0      |
| Vlag van Nederland   | Danny Post           | 13             | 0              | 3              | 0              | 0              |  | 0          | 0          | 0          | 0          | 0          |  | 0         | 0         | 0         | 0         | 0         |  | 13     | 0      | 3      | 0      | 0      |
| Vlag van Nederland   | Mitchell van Rooijen | 25             | 6              | 2              | 0              | 0              |  | 1          | 0          | 0          | 0          | 0          |  | 0         | 0         | 0         | 0         | 0         |  | 26     | 6      | 2      | 0      | 0      |
| Vlag van Tsjechië    | Richard Sedláček     | 4              | 0              | 0              | 0              | 0              |  | 0          | 0          | 0          | 0          | 0          |  | 0         | 0         | 0         | 0         | 0         |  | 4      | 0      | 0      | 0      | 0      |
| Vlag van Nederland   | Levi Smans           | 20             | 1              | 2              | 0              | 0              |  | 1          | 0          | 0          | 0          | 0          |  | 0         | 0         | 0         | 0         | 0         |  | 21     | 1      | 2      | 0      | 0      |
| Vlag van Duitsland   | Jonas Theuerzeit     | 4              | 0              | 1              | 0              | 0              |  | 0          | 0          | 0          | 0          | 0          |  | 0         | 0         | 0         | 0         | 0         |  | 4      | 0      | 1      | 0      | 0      |
| Aanval               |                      |                |                |                |                |                |  |            |            |            |            |            |  |           |           |           |           |           |  |        |        |        |        |        |
| Vlag van Nederland   | Aaron Bastiaans      | 15             | 1              | 2              | 0              | 0              |  | 1          | 0          | 1          | 0          | 0          |  | 0         | 0         | 0         | 0         | 0         |  | 16     | 1      | 3      | 0      | 0      |
| Vlag van Nederland   | Sven Braken          | 27             | 11             | 2              | 0              | 0              |  | 1          | 0          | 0          | 0          | 0          |  | 0         | 0         | 0         | 0         | 0         |  | 28     | 11     | 2      | 0      | 0      |
| Vlag van Griekenland | Giorgos Giakoumakis  | 0              | 0              | 0              | 0              | 0              |  | 0          | 0          | 0          | 0          | 0          |  | 0         | 0         | 0         | 0         | 0         |  | 0      | 0      | 0      | 0      | 0      |
| Vlag van Albanië     | Ertan Hajdaraj       | 7              | 0              | 0              | 0              | 0              |  | 1          | 0          | 0          | 0          | 0          |  | 0         | 0         | 0         | 0         | 0         |  | 8      | 0      | 0      | 0      | 0      |
| Vlag van Nederland   | Guus Hupperts        | 4              | 0              | 1              | 0              | 0              |  | 0          | 0          | 0          | 0          | 0          |  | 0         | 0         | 0         | 0         | 0         |  | 4      | 0      | 1      | 0      | 0      |
| Vlag van Nederland   | Yahcuroo Roemer      | 37             | 2              | 1              | 0              | 0              |  | 1          | 0          | 0          | 0          | 0          |  | 0         | 0         | 0         | 0         | 0         |  | 38     | 2      | 1      | 0      | 0      |
| Vlag van Nederland   | Joeri Schroijen      | 34             | 3              | 1              | 0              | 0              |  | 1          | 0          | 1          | 0          | 0          |  | 0         | 0         | 0         | 0         | 0         |  | 35     | 3      | 2      | 0      | 0      |
| Vlag van Estland     | Erik Sorga           | 11             | 3              | 1              | 0              | 0              |  | 0          | 0          | 0          | 0          | 0          |  | 0         | 0         | 0         | 0         | 0         |  | 11     | 3      | 1      | 0      | 0      |
| Vlag van Nederland   | Levi Titulaer        | 3              | 0              | 0              | 0              | 0              |  | 0          | 0          | 0          | 0          | 0          |  | 0         | 0         | 0         | 0         | 0         |  | 3      | 0      | 0      | 0      | 0      |
| Vlag van Nederland   | Nick Venema          | 16             | 7              | 3              | 0              | 0              |  | 0          | 0          | 0          | 0          | 0          |  | 0         | 0         | 0         | 0         | 0         |  | 16     | 7      | 3      | 0      | 0      |
| Vlag van Nederland   | Thijme Verheijen     | 6              | 0              | 0              | 0              | 0              |  | 0          | 0          | 0          | 0          | 0          |  | 0         | 0         | 0         | 0         | 0         |  | 6      | 0      | 0      | 0      | 0      |
| Nat.                 | Spelersnaam          | W              |                |                |                |                |  | W          |            |            |            |            |  | W         |           |           |           |           |  | W      |        |        |        |        |
| Nat.                 | Spelersnaam          | Eerste divisie | Eerste divisie | Eerste divisie | Eerste divisie | Eerste divisie |  | KNVB beker | KNVB beker | KNVB beker | KNVB beker | KNVB beker |  | Play-offs | Play-offs | Play-offs | Play-offs | Play-offs |  | Totaal | Totaal | Totaal | Totaal | Totaal |

### Topscorers 2021/2022
| Nr.    | Naam                           | Goal |
| ------ | ------------------------------ | ---- |
| 1.     | Sven Braken                    | 11   |
| 2.     | Nick Venema                    | 7    |
| 3.     | Mitchell van Rooijen           | 6    |
| 4.     | Brian Koglin                   | 4    |
|        | Rayan El Azrak                 | 4    |
| 6.     | Erik Sorga                     | 3    |
|        | Joeri Schroijen                | 3    |
| 8.     | Tristan Dekker                 | 2    |
|        | Yahcuroo Roemer                | 2    |
|        | Carl Johansson                 | 2    |
| 11.    | Levi Smans                     | 1    |
|        | Wassim Essanoussi              | 1    |
|        | Aaron Bastiaans                | 1    |
| 14.    | Colin Rösler (NAC Breda, e.d.) | 1    |
|        | Jan Lammers (TOP Oss, e.d.)    | 1    |
|        | Danny Post (Almere City, e.d.) | 1    |
| Totaal | Totaal                         | 50   |

| Nr.    | Naam              | Goal |
| ------ | ----------------- | ---- |
| 1.     | Yannick Leliendal | 1    |
| Totaal | Totaal            | 1    |

| Nr.    | Naam                            | Goal |
| ------ | ------------------------------- | ---- |
| 1.     | Wassim Essanoussi               | 2    |
|        | Sven Braken                     | 2    |
| 3.     | Jonas Theuerzeit                | 1    |
|        | Stan van Dijck                  | 1    |
|        | Levi Smans                      | 1    |
|        | Niek Munsters                   | 1    |
|        | Yahcuroo Roemer                 | 1    |
|        | Mitchell van Rooijen            | 1    |
| 9.     | Julian Rommen (SV Venray, e.d.) | 1    |
| Totaal | Totaal                          | 11   |

## VVV-Venlo Reserves
In het seizoen 2021/22 is voor de spelers die bij het eerste elftal weinig speeltijd krijgen en te oud zijn voor het team O21 een pilot opgezet door de KNVB: de nieuw opgerichte reservecompetitie. Deze pilot bestaat uit een tweetal poules van elk vijf teams. VVV-Venlo is ingedeeld in Reserve Competitie Zuid met als tegenstanders ADO Den Haag, Fortuna Sittard, MVV Maastricht en RKC Waalwijk. Elk team speelt twee thuis- en twee uitwedstrijden, waarbij de thuiswedstrijden in het stadion worden gespeeld. Na afloop van deze competitie zal de KNVB het concept met de deelnemende ploegen evalueren.

### Wedstrijden

#### Reserve Competitie Zuid
Speelronde 1:
| maandag 27 september 2021, 15:00               | VVV-Venlo              | 2-0 (2-0) | ADO Den Haag | Opstelling VVV-Venlo | Opstelling ADO Den Haag |
| Stadion: Stadion De Koel, Venlo Arbiter: Huijs | Post 14' Verheijen 34' |           |              | Van Crooij, Ngobi 65' ( Jacobs), Van Rooijen 46' ( Mehler), Henderikx, Leliendal, Post 46' ( Theuerzeit), De Boer 89', Essanoussi 46' ( Johansson), Hupperts, Schroijen 46' ( Sorga), Verheijen RESERVEBANK: Schrick, Hajdaraj |                         |
| Stadion: Stadion De Koel, Venlo Arbiter: Huijs |                        |           |              | Van Crooij, Ngobi 65' ( Jacobs), Van Rooijen 46' ( Mehler), Henderikx, Leliendal, Post 46' ( Theuerzeit), De Boer 89', Essanoussi 46' ( Johansson), Hupperts, Schroijen 46' ( Sorga), Verheijen RESERVEBANK: Schrick, Hajdaraj |                         |
| Stadion: Stadion De Koel, Venlo Arbiter: Huijs |                        |           |              | Van Crooij, Ngobi 65' ( Jacobs), Van Rooijen 46' ( Mehler), Henderikx, Leliendal, Post 46' ( Theuerzeit), De Boer 89', Essanoussi 46' ( Johansson), Hupperts, Schroijen 46' ( Sorga), Verheijen RESERVEBANK: Schrick, Hajdaraj |                         |
|                                                |                        |           |              | |                         |

Speelronde 2:
| maandag 1 november 2021, 14:30                                        | Fortuna Sittard       | 2-0 (2-1) | VVV-Venlo | Opstelling Fortuna Sittard | Opstelling VVV-Venlo |
| Stadion: Sportpark "Op de Hooven", Nederweert-Eind Arbiter: Vereijken | Sambou 32' Noslin 44' |           | 89' Sorga |                            | Verbong, Hupperts, Van Dijck , Mehler 85' ( Meeuwissen), Leliendal 46' ( Ngobi), J. Munsters, Smans 46' ( Theuerzeit), Hajdaraj 75' ( Titulaer), Bastiaans, Sorga, Essanoussi 46' ( Verheijen) RESERVEBANK: Craenmehr |
| Stadion: Sportpark "Op de Hooven", Nederweert-Eind Arbiter: Vereijken |                       |           |           |                            | Verbong, Hupperts, Van Dijck , Mehler 85' ( Meeuwissen), Leliendal 46' ( Ngobi), J. Munsters, Smans 46' ( Theuerzeit), Hajdaraj 75' ( Titulaer), Bastiaans, Sorga, Essanoussi 46' ( Verheijen) RESERVEBANK: Craenmehr |
| Stadion: Sportpark "Op de Hooven", Nederweert-Eind Arbiter: Vereijken |                       |           |           |                            | Verbong, Hupperts, Van Dijck , Mehler 85' ( Meeuwissen), Leliendal 46' ( Ngobi), J. Munsters, Smans 46' ( Theuerzeit), Hajdaraj 75' ( Titulaer), Bastiaans, Sorga, Essanoussi 46' ( Verheijen) RESERVEBANK: Craenmehr |
|                                                                       |                       |           |           |                            | |

Speelronde 3:
| maandag 22 november 2021, 15:00          | VVV-Venlo |  | RKC Waalwijk | Opstelling VVV-Venlo | Opstelling RKC Waalwijk |
| Stadion: Stadion De Koel, Venlo          |           |  |              |                      |                         |
|                                          |           |  |              |                      |                         |
|                                          |           |  |              |                      |                         |
| Bijz.: Uitgesteld en niet meer gespeeld. |           |  |              |                      |                         |

Speelronde 4:
| maandag 6 december 2021, 13:30                                                | MVV Maastricht           | 1-3 (1-2) | VVV-Venlo                             | Opstelling MVV Maastricht | Opstelling VVV-Venlo |
| Stadion: Sportpark "Wippertse Heide", Berg Toeschouwers: 0 Arbiter: Vos       | n.b. 20' n.b. 60' (pen.) |           | 10' Verheijen 45' Verheijen 83' Thier |                           | Craenmehr, Ngobi, Theunissen, Henderikx, Leliendal, J. Munsters , Bastiaans, Kluskens, Van Peer, Hajdaraj, Verheijen RESERVEBANK: Schrick, N. Munsters, Jacobs, Titulaer, Thier, Meeuwissen |
| Stadion: Sportpark "Wippertse Heide", Berg Toeschouwers: 0 Arbiter: Vos       |                          |           |                                       |                           | Craenmehr, Ngobi, Theunissen, Henderikx, Leliendal, J. Munsters , Bastiaans, Kluskens, Van Peer, Hajdaraj, Verheijen RESERVEBANK: Schrick, N. Munsters, Jacobs, Titulaer, Thier, Meeuwissen |
| Stadion: Sportpark "Wippertse Heide", Berg Toeschouwers: 0 Arbiter: Vos       |                          |           |                                       |                           | Craenmehr, Ngobi, Theunissen, Henderikx, Leliendal, J. Munsters , Bastiaans, Kluskens, Van Peer, Hajdaraj, Verheijen RESERVEBANK: Schrick, N. Munsters, Jacobs, Titulaer, Thier, Meeuwissen |
| Bijz.: Geen toeschouwers toegelaten t.g.v. nieuwe maatregelen coronapandemie. |                          |           |                                       |                           | |

## VVV-Venlo O21
Vanaf het seizoen 2020/21 komen de beloftenteams van alle betaaldvoetbalclubs uit in de nieuw opgerichte O21 competitie. Evenals het vorige, vanwege de Coronacrisis in Nederland afgebroken seizoen is VVV-Venlo O21 ingedeeld in Divisie 3. De hoofdtrainer is Roger Reijners.

### Wedstrijden

#### Oefenwedstrijden
| Datum             | Wedstrijd                           | Uitslag  |
| ----------------- | ----------------------------------- | -------- |
| 26-06-2021, 15:00 | VVV-Venlo O21 - VfL Bochum O20      | 2 – 4    |
| 03-07-2021, 15:00 | VVV-Venlo O21 - FC Eindhoven O21    | 6 – 1    |
| 10-07-2021, 15:00 | De Graafschap O21 – VVV-Venlo O21   | afgelast |
| 14-08-2021, 13:00 | MVV Maastricht O21 - VVV-Venlo O21  | 1 – 2    |
| 21-08-2021, 15:00 | VVV-Venlo O21 - Fortuna Sittard O21 | 2 – 2    |
| 29-01-2022, 14:45 | VVV-Venlo O21 - FC Eindhoven O21    | 0 – 2    |
| 04-06-2022, 15:00 | VVV-Venlo O21 - N.E.C. O21          | 1 – 2    |
| 11-06-2022, 15:00 | VVV-Venlo O21 - Rot-Weiss Essen U19 | 3 – 3    |

#### Divisie 3-A Najaarscompetitie
| №  | Datum             | Wedstrijd                           | Uitslag |
| -- | ----------------- | ----------------------------------- | ------- |
| 1  | 28-08-2021, 14:30 | FC Den Bosch O21 – VVV-Venlo O21    | 2 – 1   |
| 2  | 11-09-2021, 15:00 | VVV-Venlo O21 – Fortuna Sittard O21 | 6 – 1   |
| 3  | 18-09-2021, 14:30 | AFC O21 – VVV-Venlo O21             | 2 – 0   |
| 4  | 25-09-2021, 15:00 | VVV-Venlo O21 – Alexandria '66 O21  | 7 – 1   |
| 5  | 02-10-2021, 15:00 | VVV-Venlo O21 – Zeeburgia O21       | 1 – 0   |
| 6  | 16-10-2021, 13:30 | Go Ahead Eagles O21 – VVV-Venlo O21 | 4 – 1   |
| 7  | 23-10-2021, 12:30 | VVV-Venlo O21 – Spartaan '20 O21    | 3 – 1   |
| 8  | 30-10-2021, 16:15 | Zeeburgia O21 – VVV-Venlo O21       | 3 – 2   |
| 9  | 06-11-2021, 15:00 | VVV-Venlo O21 – Go Ahead Eagles O21 | 1 – 2   |
| 10 | 20-11-2021, 13:30 | Spartaan '20 O21 – VVV-Venlo O21    | 1 – 3   |
| 11 | 27-11-2021, 11:30 | Fortuna Sittard O21 – VVV-Venlo O21 | 0 – 4   |
| 12 | 05-02-2022, 15:00 | VVV-Venlo O21 – FC Den Bosch O21    | 0 – 2   |
| 13 | 19-02-2022, 12:15 | Alexandria '66 O21 – VVV-Venlo O21  | 3 – 1   |
| 14 | 26-02-2022, 15:00 | VVV-Venlo O21 – AFC O21             | 2 – 4   |

#### Divisie 3-A Voorjaarscompetitie
| № | Datum             | Wedstrijd                               | Uitslag |
| - | ----------------- | --------------------------------------- | ------- |
| 1 | 12-03-2022, 15:00 | VVV-Venlo O21 – SC Cambuur O21          | 0 – 4   |
| 2 | 19-03-2022, 15:15 | Alphense Boys O21 – VVV-Venlo O21       | 0 – 1   |
| 3 | 02-04-2022, 15:00 | VVV-Venlo O21 – AFC O21                 | 0 – 0   |
| 4 | 09-04-2022, 15:00 | VVV-Venlo O21 – Roda JC O21             | 2 – 1   |
| 5 | 23-04-2022, 14:00 | Excelsior Maassluis O21 – VVV-Venlo O21 | 1 – 4   |
| 6 | 07-05-2022, 15:00 | VVV-Venlo O21 – Alexandria '66 O21      | 13 – 1  |
| 7 | 14-05-2022, 16:00 | Fortuna Sittard O21 – VVV-Venlo O21     | 3 – 5*  |

- VVV-Venlo O21 eindigt als 2e en promoveert naar Divisie 2

### Selectie 2021-2022
| Keepers              |                      |            |                    |    |
| Jens Craenmehr *1    | Nederland            | 30-04-2002 | O21                |    |
| Stijn Huntjens       | Nederland            | 23-03-2003 | VVV-Venlo O18      |    |
| Quint Janssen        | Nederland            | 07-05-2003 | VVV-Venlo O18      |    |
| Tim Schrick          | Duitsland            | 25-09-2003 | Wuppertaler SV U19 |    |
| Bram Verbong *1      | Nederland            | 23-12-1999 | O21                |    |
| Verdedigers          |                      |            |                    |    |
| Stan Henderikx *1    | Nederland            | 08-07-2003 | VVV-Venlo O18      |    |
| Jens Jacobs *1       | Nederland            | 19-11-2003 | VVV-Venlo O18      | 1  |
| Milan Lippinkhof     | Nederland            | 04-01-2003 | VVV-Venlo O18      |    |
| Ian Hussein Ngobi *1 | Nederland            | 11-04-2002 | O21                | 2  |
| Fin Pleunis          | Nederland            | 07-05-2002 | O21                |    |
| Joël Roeffen *1      | Nederland            | 04-08-2001 | O21                |    |
| Jur Theunissen       | Nederland            | 27-03-2001 | O21                |    |
| Middenvelders        |                      |            |                    |    |
| Wassim Essanoussi *1 | Nederland            | 28-10-2003 | VVV-Venlo O18      | 2  |
| Joep Kluskens *1     | Nederland            | 09-11-2002 | O21                | 1  |
| Mees Meeuwissen      | Nederland            | 20-01-2003 | VVV-Venlo O18      |    |
| Lennart Mehler       | Duitsland            | 27-11-2001 | O21                | 2  |
| Joep Munsters *1     | Nederland            | 29-03-2002 | O21                |    |
| Niek Munsters *1     | Nederland            | 29-03-2002 | O21                | 3  |
| Lars Nabbe *1        | Nederland            | 13-01-2002 | O21                |    |
| Levi Smans *1        | Nederland            | 25-03-2003 | VVV-Venlo O18      |    |
| Jonas Theuerzeit *1  | Duitsland            | 07-08-2002 | O21                | 3  |
| Luuk Vosselman       | Nederland            | 20-05-2004 | VVV-Venlo O18      | 1  |
| Aanvallers           |                      |            |                    |    |
| Aaron Bastiaans *1   | Nederland            | 04-04-2002 | O21                |    |
| Jur Clabbers         | Nederland            | 25-01-2002 | O21                |    |
| Ertan Hajdaraj *1    | Albanië / Duitsland  | 06-01-2003 | VVV-Venlo O18      | 7  |
| Maxim van Peer       | Nederland            | 02-05-2003 | VVV-Venlo O18      | 5  |
| Milan van de Riet    | Nederland            | 19-02-2003 | PSV O18            | 1  |
| Yahcuroo Roemer *1   | Nederland / Suriname | 22-07-2001 | O21                | 2  |
| Melano Thier         | Nederland / Suriname | 07-06-2002 | O21                | 8  |
| Levi Titulaer *1     | Nederland            | 21-08-2003 | VVV-Venlo O18      | 5  |
| Javier Valerio       | Nederland / Aruba    | 18-01-2003 | VVV-Venlo O18      | 2  |
| Thijme Verheijen *1  | Nederland            | 13-04-2003 | O21                | 10 |

*1 Betreft een speler die ook tot de selectie van het eerste elftal behoort.

### Vertrokken spelers
| Nat.  | Naam            | Naar                  | Bijzonderheden |
| Zomer | Zomer           | Zomer                 | Zomer          |
| ----- | --------------- | --------------------- | -------------- |
| BG    | Tomi Alexandrov | 1. FC Mönchengladbach | Transfervrij   |
| NL    | Levy Bosch      | SV Blerick            | Transfervrij   |
| DE    | Justin Coenen   | Union Nettetal        | Transfervrij   |
| TN    | Adam Mami       | MVV Maastricht O21    | Transfervrij   |
| NL    | Jesse Probst    | MVV Maastricht O21    | Transfervrij   |
| US    | Coby Sultan     | Onbekend              | Transfervrij   |
| NL    | Ramon de Wilde  | Roda JC Kerkrade O21  | Transfervrij   |

ADO Den Haag ·
Almere City FC ·
FC Den Bosch ·
FC Dordrecht ·
FC Eindhoven ·
FC Emmen ·
Excelsior ·
De Graafschap ·
Helmond Sport ·
Jong Ajax ·
Jong AZ ·
Jong PSV ·
Jong FC Utrecht ·
MVV Maastricht ·
NAC Breda ·
Roda JC Kerkrade ·
Telstar ·
TOP Oss ·
FC Volendam ·
VVV-Venlo